# Brasilianische Musik
Die brasilianische Musik ist von großer Vielfalt geprägt und gilt von jeher als besonders offen für äußere Einflüsse. Charakteristisch ist die Verbindung traditioneller und moderner Elemente.
Die Entwicklung der brasilianischen Musik ist eng mit der europäischen Kolonisierung des Landes seit deren Anfängen im Jahre 1500 verknüpft. Sie hat ihre Wurzeln in der europäischen Musik der ehemaligen Kolonialmacht Portugal, in den afrikanischen Musiktraditionen der nach Brasilien verschleppten Sklaven und, in geringerem Maße, in denen der indigenen Urbevölkerung. Daneben hat auch die Größe des Landes für eine Ausdifferenzierung in unterschiedliche Regionalstile gesorgt. Musiktraditionen, die häufig auf die afrobrasilianischen Religionen zurückgehen, haben starken Einfluss auf die moderne brasilianische Musik. Besondere Merkmale des afrikanischen Erbes sind die starke Betonung der Perkussion und synkopierte Rhythmen.
Im brasilianischen Verständnis werden música erudita („gelehrte Musik“), die alle Formen der Kunstmusik umfasst, und die música popular unterschieden. Diese entspricht eher der Definition der populären Musik als jener der volkstümlichen Folkloremusik. Beide sind jedoch nicht strikt getrennt. In einem engeren Sinn wird die moderne städtische Musik als Música popular Brasileira oder kurz MPB bezeichnet. Eine Besonderheit der MPB gegenüber Popmusik in Europa und im englischsprachigen Raum ist, dass sie keine reine Jugendkultur ist, sondern von allen Altersschichten gehört wird.
Der bekannteste Musikstil Brasiliens ist der Samba, der vor allem in Rio de Janeiro und São Paulo gespielt wird. Durch die Bossa Nova, die Samba- und Jazzelemente verband, erlangte die brasilianische Musik in den 1950er und 1960er Jahren erstmals internationale Bedeutung. Seit den 1980er Jahren trat mehr und mehr der Samba Reggae aus Bahia in den Vordergrund. Heute gewinnen zunehmend Stile des Nordostens, insbesondere Pernambucos, an Popularität, die die regionalen Musiktraditionen mit Funk, Hip-Hop und elektronischer Musik mischen.
Eine wichtige Rolle im internationalen Jazz spielten viele brasilianische Instrumentalmusiker. Weniger einflussreich ist die Kunstmusik des Landes.

## Die Grundlagen der brasilianischen Musik

### Das afrikanische Erbe

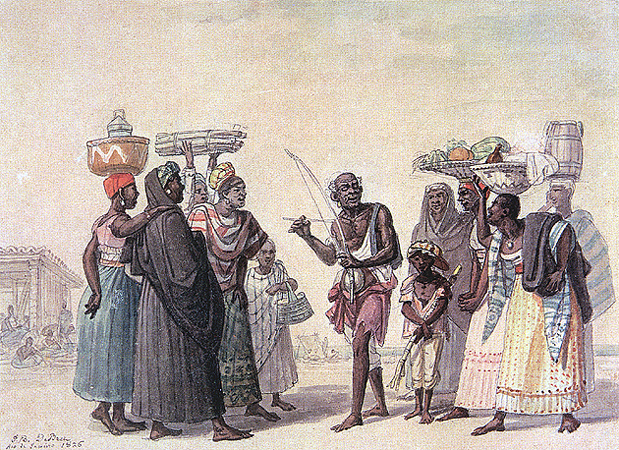
Ein Sklave spielt auf einer Berimbau. Lithografie von Jean Baptiste Debret, 1826.

Ein Großteil der brasilianischen Bevölkerung sind Nachfahren der afrikanischen Sklaven, die vom 16. bis ins 19. Jahrhundert als Arbeitskräfte für die Plantagen nach Amerika verschleppt wurden. Diese stammten aus den portugiesischen Kolonien Angola und Mosambik, über den atlantischen Dreieckshandel aber auch von der sogenannten Sklavenküste in Westafrika. Heute leben in Brasilien die meisten Einwohner afrikanischer Herkunft außerhalb Afrikas.
Die westafrikanischen Sklaven gehörten mehrheitlich den Völkern der Yoruba, Fon, Ewe und Aschanti an, diejenigen aus Angola und Mosambik Bantustämmen. Da die Sklaven aus sehr unterschiedlichen afrikanischen Regionen und Kulturen kamen, haben sich afrikanische Musiktraditionen nicht in Reinform erhalten. Sie vermischten sich miteinander, so dass spezifisch brasilianische Ausprägungen des afrikanischen Musikerbes entstanden, wie dies analog auch auf Kuba, Haiti und anderswo geschah.
Dazu kam die Unterdrückung eigener Ausdrucksformen der Sklaven durch die Europäer, die allerdings in Brasilien nicht so radikal wie in Nordamerika war.

#### Charakteristika der afrobrasilianischen Musik

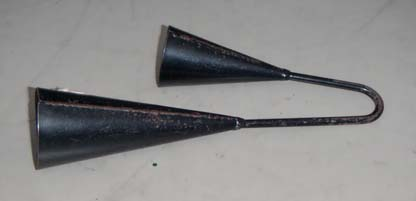
Der Agogô (oder eine Gã genannte Cowbell) strukturiert die afrobrasilianische Musik.

Auf die afrikanische Musik geht vor allem die starke Betonung der Perkussion zurück. Charakteristisch sind polyrhythmische Strukturen, synkopierte Betonungen, ein Wechselspiel zwischen Frage und Antwort und kurze Improvisationen.
Wie überall, wo lateinamerikanische Musik auf afrikanischer Tradition beruht, wird die Musik durch rhythmische Grundmuster strukturiert, die im Unterschied zu Kuba jedoch nicht auf Clave-Hölzern, sondern entweder auf der Doppelglocke Agogô oder auf einer Cowbell (Gã) gespielt werden. Sind diese elementaren rhythmischen Figuren in der Musik des Candomblé ebenso unveränderlich wie die Clave in der kubanischen Musik, so werden sie in moderneren Musikstilen als Guideline variiert und umspielt.
Eine grundlegende Figur in der afrobrasilianischen Musik ist das rhythmische Muster, das der kubanischen Son-Clave entspricht und gelegentlich als Afro clave bezeichnet wird. Dieses ist unter anderem typisch für den Samba Reggae und andere Musikstile aus Bahia sowie für den Rhythmus Havamunha in der Musik des Candomblé:

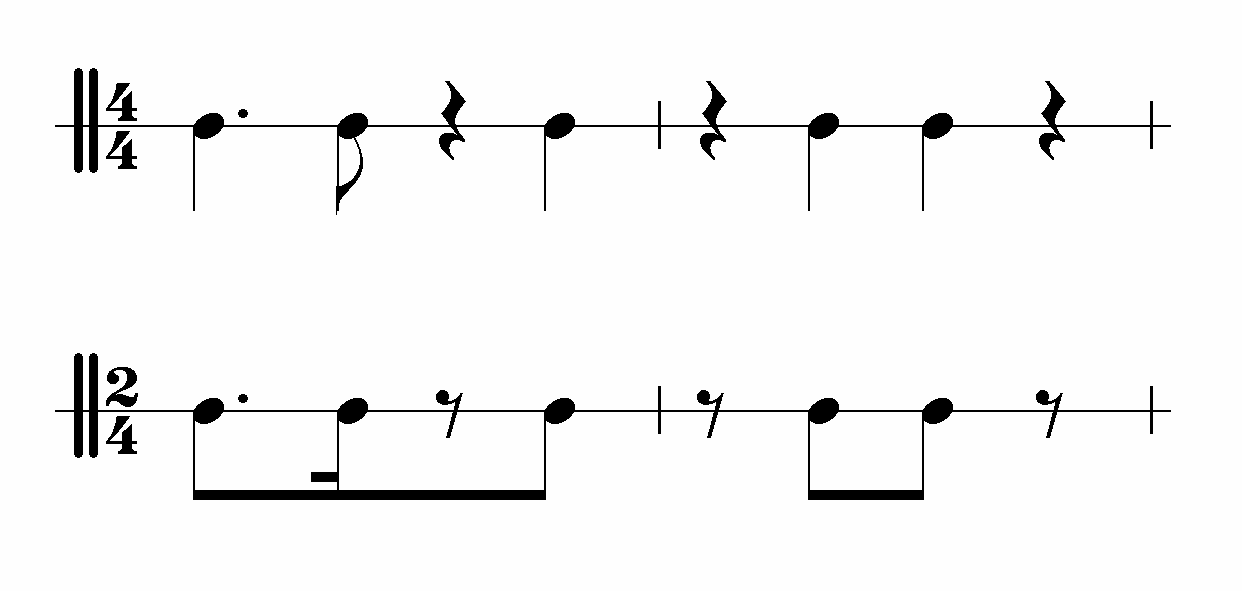

Im Candomblé kommt besonders häufig die 6/8-Glockenstimme vor:

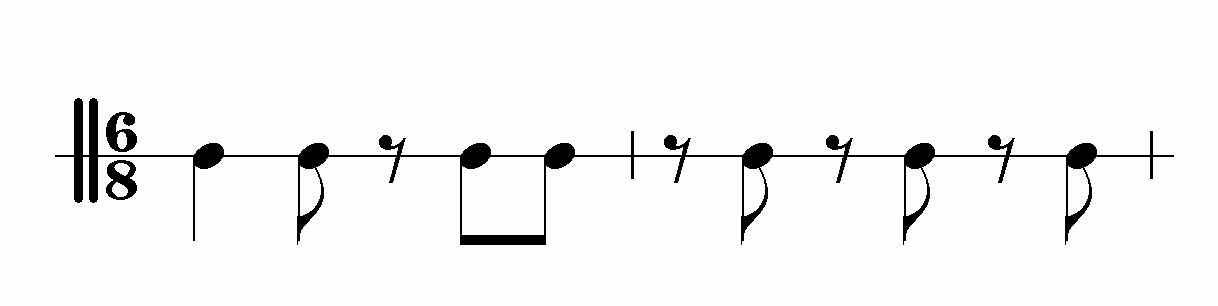

Ein besonders häufig vorkommendes rhythmisches Element des Samba ist der Partido Alto. Die gesamte rhythmische Begleitung eines Stücks kann sich daran orientieren, im Gegensatz zu einer Clave im engeren Sinne muss der Partido Alto aber nicht unbedingt ausgespielt werden. Die zweitaktige rhythmische Figur kann aufgrund ihrer Offbeat-/Downbeat-Verteilung sehr unterschiedliche Charaktere haben.

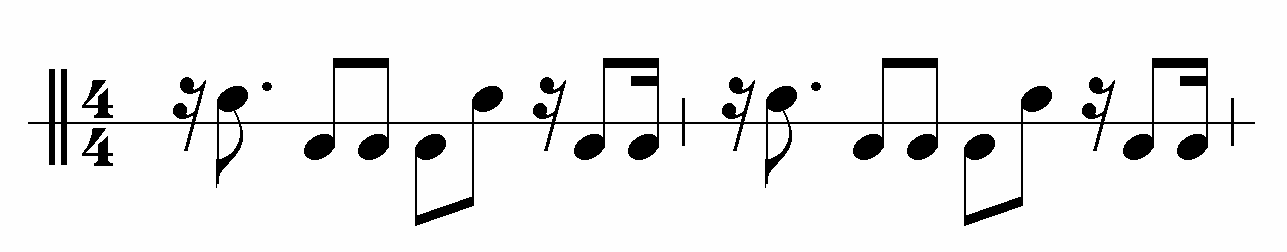

#### Musik der afrobrasilianischen Religionen

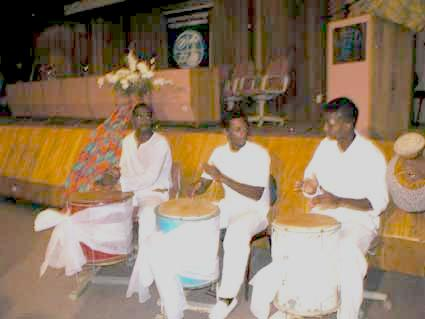
Ein Ensemble spielt Ilús im Xangô-Kult in Pernambuco.

Die unmittelbarste Übernahme afrikanischer Musiktraditionen fand in den afro-amerikanischen Religionen Lateinamerikas statt. Für alle gilt, dass Trommelmusik, Gesang, Händeklatschen und Tanz elementare und untrennbare Bestandteile der Zeremonien sind.
In Brasilien ist die Musik des Candomblé besonders einflussreich. Candomblé verbindet verschiedene Religionen Afrikas, die teilweise durch Synkretismus mit römisch-katholischem Heiligenglauben, teilweise auch mit indianischen Glaubensvorstellungen vermischt sind. Die Anhänger des Candomblé ordnen sich selbst und ihren Tempel einer der drei „Nationen“ (nacãos) Ketu (Yoruba), Angola (Bantu) oder Jeje (Ewe-Fon) zu. Dies beruht allerdings nur in relativ geringem Maße auf historischen Realitäten. Wo indianische Einflüsse eine Rolle spielen, spricht man von Candomblé-Caboclo. Im Wesentlichen wurzelt Candomblé auf der Religion der Yoruba.
Neben dem Candomblé gibt es in Brasilien weitere verwandte Religionen afrikanischen Ursprungs. Dazu zählen der Batuque im Süden und der Xangô-Kult im Nordosten. Die Umbanda-Religion hat die afrikanische Überlieferung mit spiritistischen Einflüssen kombiniert. Häufig werden die afrobrasilianischen Religionen unter dem Begriff Macumba zusammengefasst. Obwohl 90 % der brasilianischen Bevölkerung der katholischen Kirche angehören, praktiziert die Hälfte zugleich eine afrobrasilianische Religion.
Unter ähnlichen Bedingungen wie in Brasilien entwickelten sich unter anderem die Santería auf Kuba oder Voodoo auf Haiti. Auch wenn die verschiedenen Religionen jahrhundertelang voneinander isoliert waren und sich nicht gegenseitig beeinflusst haben, finden sich aufgrund ihrer ähnlichen Geschichte viele musikalische Parallelen. Die gemeinsamen Ursprünge werden besonders im Repertoire der Lieder sehr deutlich, die sowohl im Candomblé, als auch in der Santería auf Yoruba gesungen werden und häufig identisch sind, während die begleitenden Rhythmen und die benutzten Instrumente variieren.
Die besondere Rolle, die die Candomblé-Rhythmen für die brasilianische Musik spielen, beruht darauf, dass sie nicht ausschließlich religiösen Zwecken vorbehalten sind. Unmittelbar geht die Afoxé-Musik Bahias aus der Musik des Candomblé hervor und auch der Maracatú im Nordosten hat seine Wurzeln wohl im Ritual des Candomblé bzw. dem Xangô-Kult. Viele Rhythmen haben darüber hinaus Eingang in die música popular brasileira gefunden.

#### Capoeira

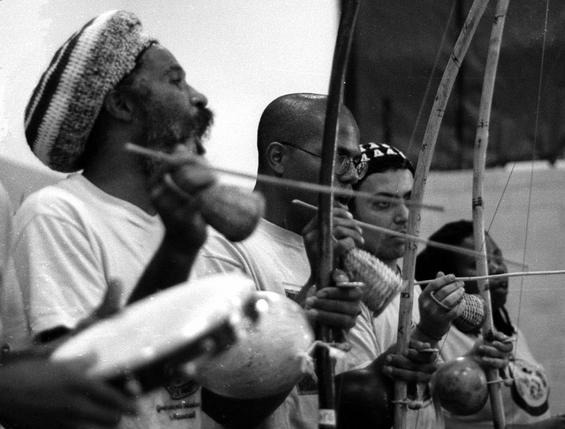
Drei Capoeiristas spielen den Musikbogen Berimbau. Im Vordergrund ein Pandeiro, hinten eine Xekerê.

Der Kampftanz Capoeira nimmt eine besondere Rolle in der afrobrasilianischen Kultur ein. Vorläufer gelangten wahrscheinlich schon im 16. Jahrhundert aus Angola nach Brasilien, wo die Capoeira seit dem 18. Jahrhundert belegt ist.
Da den Sklaven verboten wurde, Kampfsport zu betreiben, nutzten sie die
musikalische Begleitung, um Capoeira als harmlosen Tanz tarnen zu können. Der Musikbogen Berimbau übernahm dabei neben der Funktion als Soloinstrument auch die Aufgabe, mit Hilfe bestimmter Patterns (toques) die Teilnehmer zu warnen, wenn Polizei in der Nähe war. Eine besondere Rolle für die Entwicklung der Capoeira wird den Quilombos zugesprochen, in denen sich entlaufene Sklaven zusammenfanden und den portugiesischen Kolonialherren teilweise über längere Zeit erfolgreich Widerstand leisteten. Nach der Gründung der ersten Capoeira-Akademie durch Mestre Bimba 1932 wurde der Sport allmählich offiziell anerkannt und hat heute die Stellung eines Nationalsports.
Die Begleitmusik ist bei der Capoeira so eng mit dem Kampftanz verbunden, dass ohne sie das Spiel nicht fortgeführt werden kann. Sie wird auf dem Haupt- und Soloinstrument Berimbau, der Atabaque, dem Pandeiro, Agogôs und Xekerês oder dem Reco-reco gespielt. Unverzichtbarer Bestandteil sind der Gesang und das Händeklatschen der Zuschauer in der roda (Kreis), während zwei Akteure in ihrer Mitte gegeneinander antreten.
Ein ähnlicher Kampftanz ist der Maculelê. Er wird mit zwei Stöcken ausgetragen, die auch rhythmische Funktionen übernehmen.

### Das portugiesische Erbe

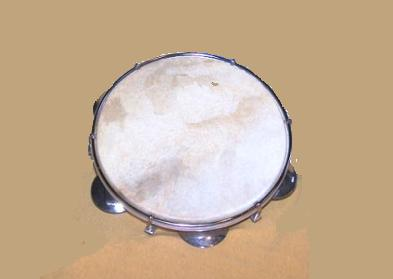
Das Pandeiro wurde als Schellentamburin von den Portugiesen nach Brasilien gebracht, stammt aber ursprünglich aus dem arabischen Raum. Es ist das populärste Instrument Brasiliens und wird unter anderem im Samba de Pagode, der música nordestina und bei der Capoeira gespielt.

Das Musikerbe der Portugiesen kann bis ins europäische Mittelalter zurückverfolgt werden. Die iberische Musik basiert wiederum zu einem großen Teil auf arabischer, in geringerem Umfang auch auf jüdischer Überlieferung.
Zum portugiesischen Erbe gehört die Prozessionsmusik, die an den Feiertagen des katholischen Festkalenders auf der Straße gesungen und meist von Tamburinen, Gitarren und einem Solo-Blasinstrument begleitet wird.
Das dramatische Tanzspiel Chegança geht auf die galicisch-portugiesischen Villancicos des 18. Jahrhunderts zurück, weist aber auch Ähnlichkeiten mit dem Menuett des 17. und 18. Jahrhunderts auf. Die szenischen Volksspiele erzählen vom Kampf der Christen mit den Mauren und nehmen dabei Motive aus Erzählungen der Matrosen und von Ritterepen auf. Bis ins Mittelalter reichen zwei andere dramatische Aufführungen zurück: Das Reisado zum Fest der Epiphanie und das Bumba-meu-boi, das den Tod und die Auferstehung eines mythischen Stiers darstellt und auch mit indianischen Elementen angereichert ist.
Die Modinha hat ihren Ursprung in einer beliebten Liedform des kaiserlichen Brasilien. Sie weist deutlich höfische Einflüsse des 18. Jahrhunderts auf und entwickelte sich oft zu Kinder- und Wiegenliedern.
Auf dem europäischen Troubadourwesen des Mittelalters und nahöstlichen Musiktraditionen beruhen der Repente im brasilianischen Nordosten und der Cururu im Südosten und Mittelwesten. Bei diesen Musikduellen messen sich zwei Repentistas, Trovadores oder Cantadores de viola mit abwechselnd gesungenen Improvisationen zu einem vorgegebenen Thema und spielen dabei auf einer Viola sertaneja genannten Gitarre. Ähnlich funktioniert die Embolada, bei der die beiden Musiker sich mit Pandeiros im Baião-Rhythmus bei ständig steigendem Tempo begleiten und dabei den anderen zu übertrumpfen suchen.

### Das musikalische Erbe der Indios
Entsprechend der relativ geringen Bedeutung der indigenen Bevölkerung in der brasilianischen Gesellschaft hat auch die Musik der Indios weniger auf die brasilianische música popular gewirkt. Wo sich afrobrasilianische Kultur mit indigenen Einflüssen mischt, benutzt man den Begriff caboclo, der auch Mischlinge mit indianischen Vorfahren bezeichnet.
Solche Varianten gibt es in verschiedenen Musikstilen wie Candomblé de caboclo, Maracatú de caboclo oder Samba de caboclo. Im Candomblé de caboclo sind es eher die religiösen Vorstellungen, die in die afrobrasilianische Religion eingegangen sind, als dass die Musik beeinflusst worden wäre. Diese entspricht weitgehend der Stilart des Candomblé de Angola. Auch im Maracatú und im Samba ist der tatsächliche Anteil indigener Musik eher gering.
Im Nordosten gehen die Caboclinhos auf indianische Musik zurück, die von den Dramen, Riten und Tänzen beeinflusst wurden, welche die Jesuiten benutzten, um die indigene Bevölkerung zum Christentum zu missionieren. Ein Trio mit einer Caixa de guerra (eine snareähnliche kleine Trommel), einem Schüttelrohr und einer Pfeife wird von Indianern begleitet, die mit Pfeilen und Bögen den Takt schlagen. Dazu wird ein komplizierter Tanz aufgeführt.
Im Sertão werden zu Ernte- und Fruchtbarkeitsfesten das festa do umbu oder das ritual do ouricuri aufgeführt, die kaum von außen beeinflusste indianische Musik darstellen.
Ursprüngliche Musik der Indianer findet man vor allem im Amazonasgebiet und im Mato Grosso, den Hauptsiedlungsgebieten der Indios. Die beiden wichtigsten Musikgattungen der Xingu-Indianer sind Schamanen- und Kriegslieder, die im Wechselgesang vorgetragen und von Rasseln und vom Fußstampfen der Tänzer begleitet werden.

## Brasilianische Musikinstrumente

### Instrumente afrikanischen Ursprungs

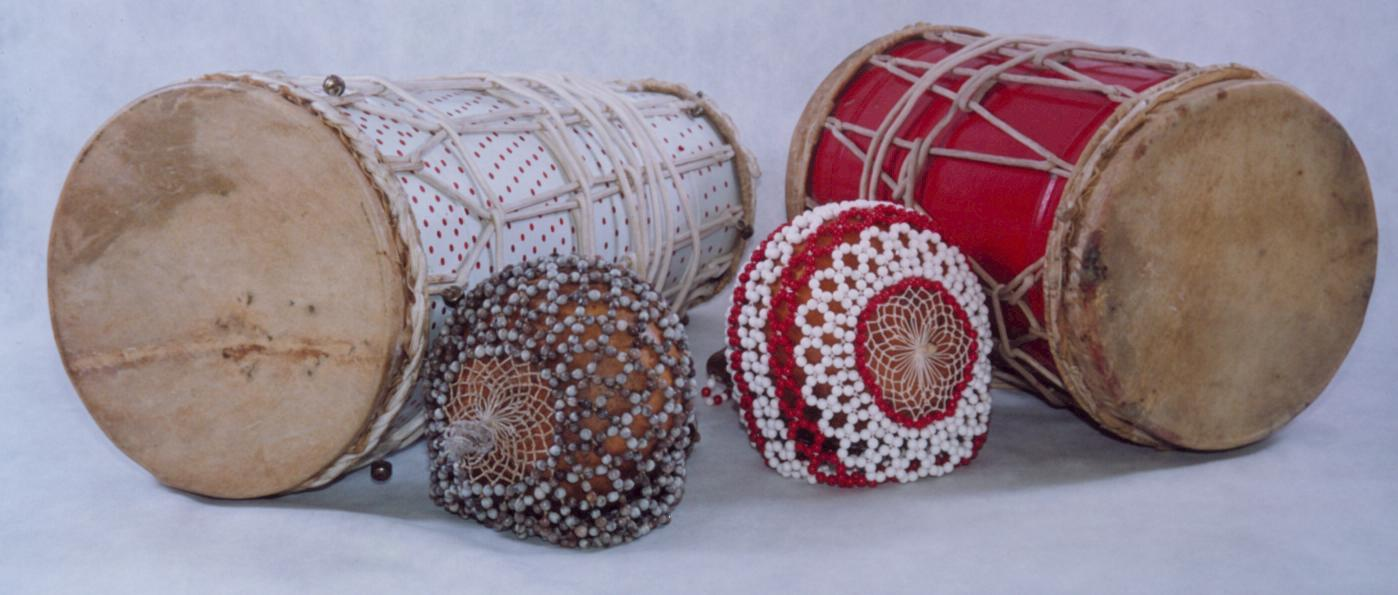
Batuque-Trommeln: Ilús, die als Handtrommeln gespielt werden (hinten) und Xequerês.

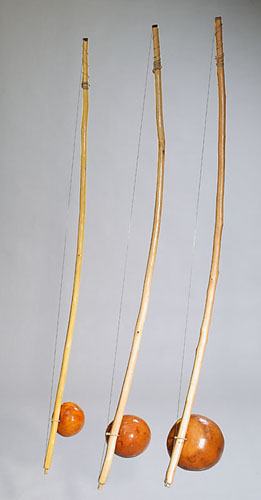
Drei Berimbaus in unterschiedlichen Tonhöhen

Besonders im Bereich der Perkussion wurden zahlreiche afrikanische Instrumente in die brasilianische Musik übernommen. Teilweise haben sich diese unverändert erhalten, teilweise wurden sie weiterentwickelt.
Das bedeutendste ist die Atabaque, die eng mit der kubanischen Conga verwandt ist. Die Atabaque wird im Candomblé, bei der Begleitung der Capoeira und beim Samba de roda bzw. Samba de caboclo benutzt. Im Candomblé wird die tiefe Solotrommel (Rum) mit der freien linken Hand und einem Stock in der rechten gespielt. Diese Spielweisen wurde im Samba später auf die Repinique, die ebenfalls soliert und die Musik leitet, übertragen.
Die Spielweise der beiden Begleittrommeln (Rumpi und Lê) unterscheidet sich je nachdem, welcher Nation der jeweilige Candomblé-Tempel angehört. Im Candomblé-Ketu werden sie mit Stöcken, im Candomblé-Angola mit den Händen gespielt. Im Xangô-Kult und im Batuque werden statt der Atabaques Ilús verwendet.
Ein besonderes Instrument ist der Musikbogen Berimbau, der das Hauptinstrument der Capoeira ist. Vorläufer lassen sich in Angola und Zentralafrika ausmachen.
Berimbau: Toque de angola anhörenⓘ
Zur Familie der Idiophone gehören die Schüttelinstrumente Xequerê, Caxixis sowie die Doppelglocke Agogô. Diese wurden unverändert aus Afrika übernommen.
Die Reibetrommel Cuíca wird im Samba gespielt.
Cuíca anhören 1ⓘ Cuíca anhören 2ⓘ

### Instrumente portugiesischen Ursprungs
Zu den Musikinstrumenten portugiesischer Herkunft zählen alle Instrumente der portugiesischen Folkloremusik, der europäischen Tanzorchester und der Marschkapellen.

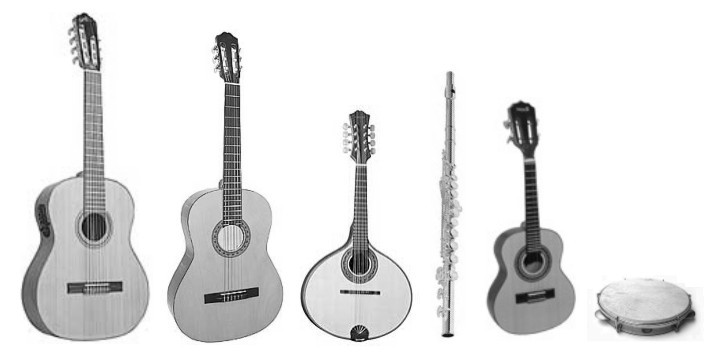
Typische Choro-Instrumente: Siebensaitige Gitarre, Gitarre, Mandoline, Flöte, Cavaquinho und Pandeiro.

Besonders Zupfinstrumente sind in der brasilianischen Musik populär. Vor allem im Choro werden neben Gitarren und Bässen mit Mandolinen, der siebensaitigen Gitarre violão de sete cordas und dem Cavaquinho auch Instrumente gespielt, die in Europa nur wenig gebräuchlich sind. Das Cavaquinho ist eines der charakteristischsten Instrumente der brasilianischen Musik überhaupt und ist besonders im Samba als einziges Melodieinstrument von besonderer Bedeutung.
Das Akkordeon (auch als Sanfona) spielt eine große Rolle im Forró und der Lambada.
Auch die afrobrasilianische Musik hat portugiesische Instrumente integriert und teilweise modifiziert. So sind die wichtigsten Perkussionsinstrumente im Samba, Samba Reggae und Afoxé (Surdo, Caixa, Repinique) und im Maracatú (Alfaias und Caixa) Varianten der Großen und Kleinen Trommel der europäischen Marschmusik.
Als populärstes und „brasilianischstes“ Instrument gilt das Pandeiro, das vor allem im Samba, der música nordestina und der Capoeira gespielt wird. Das Pandeiro wurde ebenfalls von Portugiesen nach Brasilien gebracht, der Ursprung dieses Schellentamburins liegt jedoch in Arabien, von wo es von den Mauren auf die iberische Halbinsel eingeführt worden war.

### Musikinstrumente indigener Herkunft

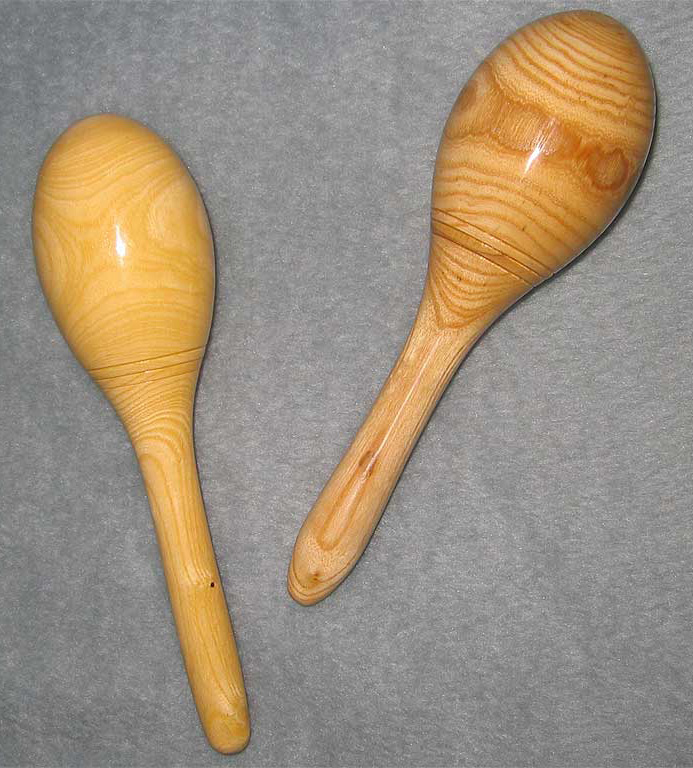
Maracás gehören zu den wenigen Instrumenten der indigenen Musik, die größere Verbreitung gefunden haben.

Entsprechend der geringen Rolle indigener Musik haben nur wenige Instrumente Eingang in die brasilianische Musik gefunden.
In erster Linie sind dies Schüttelinstrumente und andere Idiophone wie Maracás und Caxixis. In der música nordestina werden auch indianische Flöten und Pfeifen benutzt.
Maracás anhörenⓘ
In der ursprünglichen Musik der Indios werden Blasinstrumente (Panflöten aus Bambus bis zu 2,20 Meter Länge), Schlaginstrumente (einfache Bambusrohre, die auf den Boden geschlagen werden und Schlitztrommeln), Schwirrhölzer und Rasseln benutzt.

## Regionale Stile

### Rio de Janeiro und São Paulo

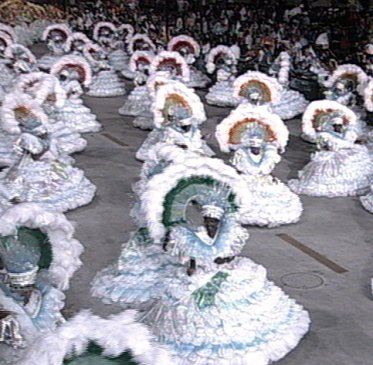
Samba-Tänzerinnen ziehen beim Karneval durch das Sambódromo in Rio de Janeiro.

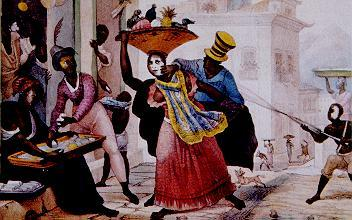
Der Karneval geht auf portugiesisch-katholische Tradition zurück und wurde im 19. Jahrhundert von den Afrobrasilianern aufgegriffen. Lithografie von Jean Baptiste Debret um 1826.

Rio de Janeiro und São Paulo sind die beiden Zentren der brasilianischen Unterhaltungsindustrie und der wirtschaftliche Mittelpunkt des Landes. Aus diesem Grund strahlt die Musik aus dieser Region automatisch auf ganz Brasilien aus. Andererseits ziehen beide Städte Musiker aus dem ganzen Land an, so dass sich hier wie nirgendwo sonst regionale zu nationalen Musikstilen entwickeln können.
Das gilt auch für den Samba, der um 1920 in Rio de Janeiro entstand und dessen Zentrum heute Rio und São Paulo sind. Samba kann deshalb ebenso als Regionalmusik, wie als überregionaler Musikstil angesehen werden. Unter den vielen Varianten sticht der Samba-Enredo heraus, der von den großen Samba-Schulen in der Karnevalszeit gespielt wird.

#### Karneval in Rio
In den 1950er Jahren verdrängte der Straßenkarneval der Sambaschulen den bürgerlichen Karneval im Zentrum von Rio. Heute gilt der Karneval in Rio (Carnaval carioca) als größtes Volksfest der Welt. Der Desfile genannte Umzug der Sambaschulen mit jeweils mehreren hundert Musikern und Tänzern wird landesweit übertragen und steht musikalisch ganz im Zeichen des Samba enredo. Blasinstrumente zu spielen ist per Satzung untersagt, das einzige Melodieinstrument ist das Cavaquinho, das den Gesang begleitet.
Höhepunkt ist der Einzug der Gruppen im 60.000 Zuschauer fassenden Sambódromo, das 1984 von Oscar Niemeyer errichtet wurde. Hier hat auch die Jury ihren Sitz und bewertet die verschiedenen Gruppen nach streng vorgegebenen Kriterien. Die erstplatzierte Schule und der Komponist des siegreichen Sambas genießen in ganz Brasilien hohes Prestige, diejenigen Schulen mit der geringsten Punktzahl müssen dagegen „absteigen“ und werden im folgenden Jahr durch andere ersetzt.
Die 44 Sambaschulen Rios sind gut organisierte Vereine mit teilweise mehreren tausend Mitgliedern, die die Vorbereitung, die Proben aber auch soziale Aufgaben in ihrem jeweiligen Stadtteil oder Favela übernehmen. Aufgrund der hohen Kosten der Umzüge mit den aufwändigen Kostümen und allegorisch geschmückten Wagen und wegen des großen touristischen Interesses ist der Karneval in Rio stark kommerzialisiert und es gibt teilweise Verbindungen zur Mafia, die die Sambaschulen zur Geldwäsche benutzen.

### Bahia
Obwohl Bahia geographisch zum Nordosten gehört, wird dieser Bundesstaat doch nicht zur música nordestina gerechnet, sondern als eigener Kulturraum betrachtet. Bahia gilt als diejenige Region Brasiliens, in der das afrikanische Erbe am ausgeprägtesten ist – rund 75 % der Bevölkerung definieren sich selbst als Schwarze oder als Mulatten. Eine Volkszählung des IBGE (Instituto Brasileiro da Geografia e Estatística) ergab 2000 für den Bundesstaat 62 % Mulatten (parda), 23 % Weiße (branca), 13 % Schwarze (preta) und 5 % Indianer (indígena). Das kulturelle Zentrum ist Salvador da Bahia, das bis 1763 auch Hauptstadt Brasiliens war.
Nirgendwo sonst ist die Musik des Candomblé so präsent, wie in Salvador. Aus dem Candomblé-Rhythmus Ijexá geht unmittelbar die Afoxé-Musik hervor, die zum Karneval und bei Festen des Candomblé von großen Perkussionsgruppen (blocos) auf der Straße gespielt wird.
Durch die Mischung von Afoxé und der bahianischen Variante des Samba mit dem karibischen Reggae entwickelte sich in den 1980er Jahren der Samba-Reggae, der seitdem auch im Ausland eine der populärsten Stilrichtungen der brasilianischen Musik ist. Nachhaltig wurde die bahianische Musik von der Entwicklung der leichten, tragbaren Timba in den späten 1980er Jahren geprägt, bis dahin kamen Handtrommeln in der brasilianischen Musik nur in kleineren Ensembles zum Einsatz, die an einem festen Ort spielten.
Salvador ist ein besonders kreatives Zentrum der música popular brasileira, aus dem viele der bedeutendsten Musiker Brasiliens stammen, wie Dorival Caymmi, João Gilberto oder Gilberto Gil. Schon der Tropicália-Bewegung hatten überwiegend Musiker aus Bahia angehört. Seit den frühen 1990er Jahren wird diejenige bahianische Musik, die landesweit erfolgreich ist, als Axé-Musik bezeichnet. Heute ist die Gruppe Timbalada um Carlinhos Brown die einflussreichste Samba-Reggae-Formation, die moderne Elemente wie Funk und Hip-Hop in die Musik einfließen lässt.

#### Karneval in Salvador da Bahia

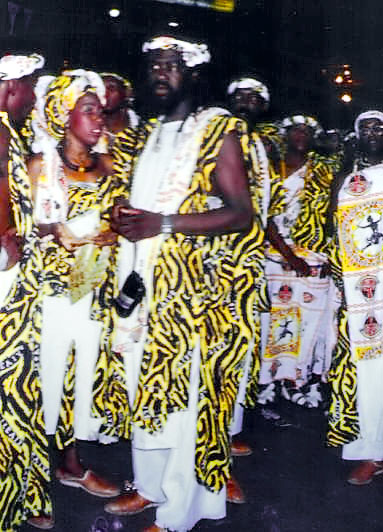
Mitglieder des bloco afro Ilê Aiyê beim Karneval.

Der Karneval in Bahia gilt als der ausgelassenste Straßenkarneval Brasiliens. Es gibt die blocos de trio der weißen Mittel- und Oberschicht und die blocos afros der schwarzen Bevölkerung, die meist der Unterschicht angehört. Beide Arten von Karnevalsvereinen haben bis zu mehreren tausend Mitgliedern.
Bis 1974 war der Afoxé-Bloco Filhos de Gandhy der einzige, der die afrobrasilianische Kultur in den Karneval von Bahia trug. Erst mit der Gründung von Ilê Aiyê kamen die blocos afros auf, die das afrikanische Erbe und schwarzes Selbstbewusstsein mit politischen Forderungen nach Gleichberechtigung verbanden. Weißen war in diesem neugegründeten Verein die Mitgliedschaft untersagt. Nach dem großen Erfolg von Ilê Aiyê wurden in rascher Folge zahlreiche bloco afros gegründet und um 1980 war der Karneval von Bahia vollkommen afrikanisiert. Besonders die 1979 gegründete Gruppe Olodum hat sich um die Wiederaufnahme afrikanischer und bahianischer Musik sowie um soziale Belange der afrobrasilianischen Bevölkerung verdient gemacht und die Entwicklung des Samba Reggae maßgeblich geprägt. Zu allen Blocos, die im Karneval bis zu mehreren tausend Mitgliedern haben, gehören kleinere Formationen, die das ganze Jahr über Bühnenauftritte bestreiten. Timbalada und Ara Ketu sind weitere populäre Blocos mit angeschlossenen Bands.
Ein anderes Phänomen des Karnevals von Bahia sind die trios elétricos, Musiktrios, die auf Sattelschleppern mit Anlagen von 100.000 Watt durch die Stadt fahren. Diese Trios begannen ab 1950 den nordbrasilianischen Frevo mit der elektrischen Gitarre und einem verstärkten Cavaquinho zu spielen. Im Laufe der Zeit wurden immer mehr Stile in das Repertoire der Trios aufgenommen.

### Música nordestina

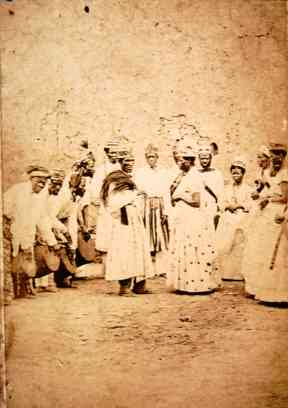
Der dramatische Volkstanz Congada beeinflusste den Maracatú. Beide beinhalten die Darstellung einer Krönung des Kongokönigs und einer Königin. In der Mitte das Königspaar, links Trommler, rechts Tänzerinnen als Hofstaat. Foto aus dem 19. Jahrhundert.

Die música nordestina umfasst die Regionalstile des brasilianischen Nordostens mit Ausnahme Bahias. Ihr Zentrum liegt in Pernambuco, speziell in dessen Hauptstadt Recife.
Ein grundlegender Musikstil des Nordostens ist der Maracatú, der mit der Basstrommel Alfaia, Snaredrums (Caixa oder Tarol), dem Schüttelinstrument Chocalho (meist als Ganzá) und einer Glocke (Gonguê) gespielt wird. Oft kommen noch Flöten hinzu. Wie der Samba in Rio de Janeiro wird der Maracatú vor allem zur Karnevalszeit von großen Musikzügen auf der Straße gespielt. Er zeichnet sich einerseits durch ausgeprägte Synkopierungen, andererseits durch sehr tiefe, erdige Bass-Stimmen aus. Auch die Solophrasen werden von der Alfaia gespielt, die in drei Tonhöhen vorkommt. Ein Maracatú-Umzug stellt eine afrikanische Krönungszeremonie dar und auch die Lieder beschwören das afrikanische Erbe. Die Musik ist eng mit dem Candomblé bzw. dem Xangô-Kult verbunden und die Maracatú-Formationen ordnen sich in ähnlicher Weise afrikanischen „Nationen“ (naçãos) zu. Der Maracatú wurde stark von den noch existierenden Congadas beeinflusst und wird schon seit dem 17. Jahrhundert gespielt. Heute unterscheidet man den städtischen Maracatú de baque virado und den ländlichen Maracatú rural. Kommen indianische Einflüsse dazu, spricht man vom Maracatú-Caboclo.
Ein sehr einflussreicher Rhythmus ist der Baião. Dieser Grundrhythmus liegt mit variierenden Instrumentierungen den meisten Stilen des Nordostens zugrunde: Forró, Côco, Ciranda und Embolada.

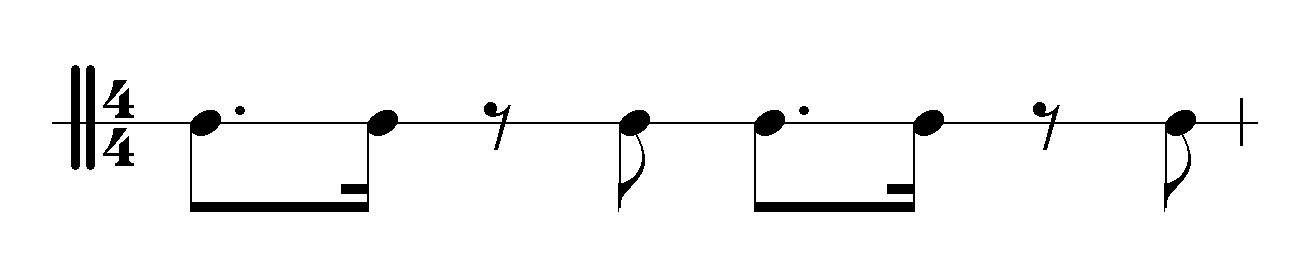

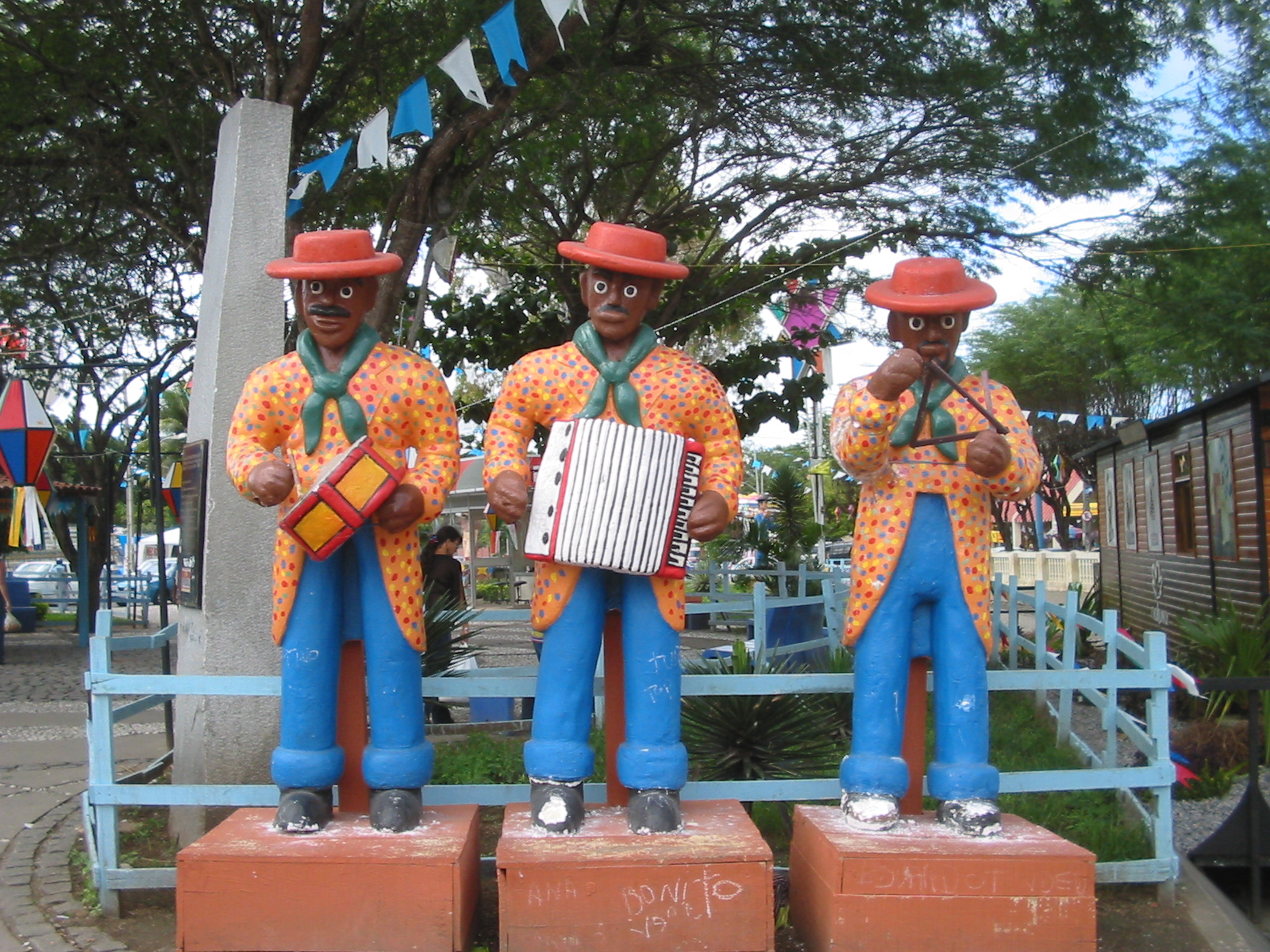
Plastische Darstellung eines Forró-Trios mit Zabumba, Akkordeon (Sanfona) und Triangel in der Volkskunst Pernambucos.

Die populärste, vom Baião abgeleitete Stilart ist der Forró, der gewöhnlich mit Zabumba, Akkordeon (Sanfona), Pandeiro und Triangel gespielt wird. In der zweiten Hälfte der 1940er Jahre schaffte Luiz Gonzaga, der „König des Forró“, den Durchbruch in Rio de Janeiro und machte den Stil damit erstmals überregional bekannt. Erst dieser Erfolg löste im Nordosten ein Bewusstsein für den Wert der eigenen regionalen Musikkultur aus. Unter den vielen Nachfolgern Gonzagas war Jackson do Pandeiro wohl der bedeutendste.
Eine auf Bläser konzentrierte Musik ist der Frevo. Er entwickelte sich nach 1900 aus Varianten des Marsches (Marcha). Zur Karnevalszeit wird er auf der Straße aufgeführt und von akrobatischen Tänzen begleitet.
Seit den späten 1980er Jahren ist der Nordosten eine der produktivsten Regionen Brasiliens geworden. Chico Science begann mit seiner Band Nação Zumbi die Baião- und Maracatú-Rhythmen mit Rap, Funk und anderen modernen Stilarten zu verbinden und so die neue Stilrichtung Mangue Beat zu entwickeln. Nach dem frühen Tod von Chico Science im Karneval von Recife 1997 ist Lenine der bekannteste Vertreter der Musik aus dem brasilianischen Nordosten. Zu den erfolgreichsten MPB-Musiker, die regionale Musikstile der música nordestina benutzen, gehört Chico César.

#### Karneval in Recife und Olinda

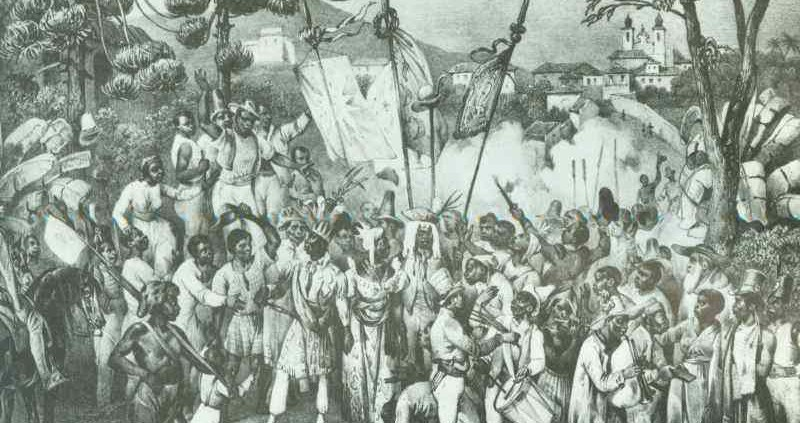
Moritz Rugendas: Congada, 1821. Mit der Congada sind die Maracatú-Umzüge verwandt, die zur Karnevalszeit in Recife, Olinda und anderen Städten des Nordostens aufgeführt werden.

Die Zentren des Karnevals in Pernambuco sind die Hauptstadt Recife und Olinda. Musikalisch gehört der Karneval dieser Region zu den vielseitigsten Brasiliens und ist von Maracatú de nação und rural, Frevo, Caboclinho, Bumba-meu-boi und Samba geprägt. Kleinere Gruppen führen mit einem Bärenkostüm Ursos auf, die sich an mittelalterliche Darstellergruppen anlehnen, die mit Tanzbären durch Europa zogen. Das Musikensemble besteht aus Akkordeon und Saiteninstrumenten.
In Recife tragen die Gruppen (agremiações) in verschiedenen Sektionen einen Wettbewerb aus, der von einer Jury entschieden wird. Neben den traditionellen Blocos gibt es, wie in Salvador da Bahia, die Trios elétricos, die aber nicht am eigentlichen Karnevalsumzug teilnehmen.

### Amazonasgebiet
Im tropischen Norden Brasiliens ist der Einfluss der Guayanastaaten und der Karibik auch in der Musik spürbar, die lokalen Radiostationen spielen viel Merengue, Salsa und Rumba.
Typisch für das Amazonasgebiet ist der Rundtanz Carimbó. Der Name stammt von einer gleichnamigen Handtrommel afrikanischen Ursprungs. Sie ist der Atabaque ähnlich, wird aber aus einem ausgehöhlten Baumstamm gebaut. Weitere traditionelle Instrumente sind Ganzá, Reco-reco, Pandeiro sowie Gitarre und Flöte. Man unterscheidet den Carimbó praieiro in der atlantischen Zone von Pará, den Carimbó pastoral in Marajó und den Carimbó rural in den Plantagengebieten am unteren Amazonas. Heute wird der Carimbó oft mit verstärkten Instrumenten und komplettem Bläsersatz gespielt. Einer der bekanntesten Vertreter des Carimbó ist Pinduca, der auch als „König des Carimbó“ bezeichnet wird.
Auf den Carimbó geht die Lambada zurück. Weltweit wurde er 1989 durch die Aufnahmen der Gruppe Kaoma bekannt. Der Stil entstand in den 1970er Jahren in Belém und vermengte den Carimbó mit Elementen des Forró, Calango, Samba, der Merengue und des Reggae.
Die regionale, traditionelle Musik des Amazonasgebietes hat sich auch im Tecno Brega niedergeschlagen. Dieses Genre der elektronischen Musik entstand kurz nach der Jahrtausendwende in Belém.

### Música sertaneja

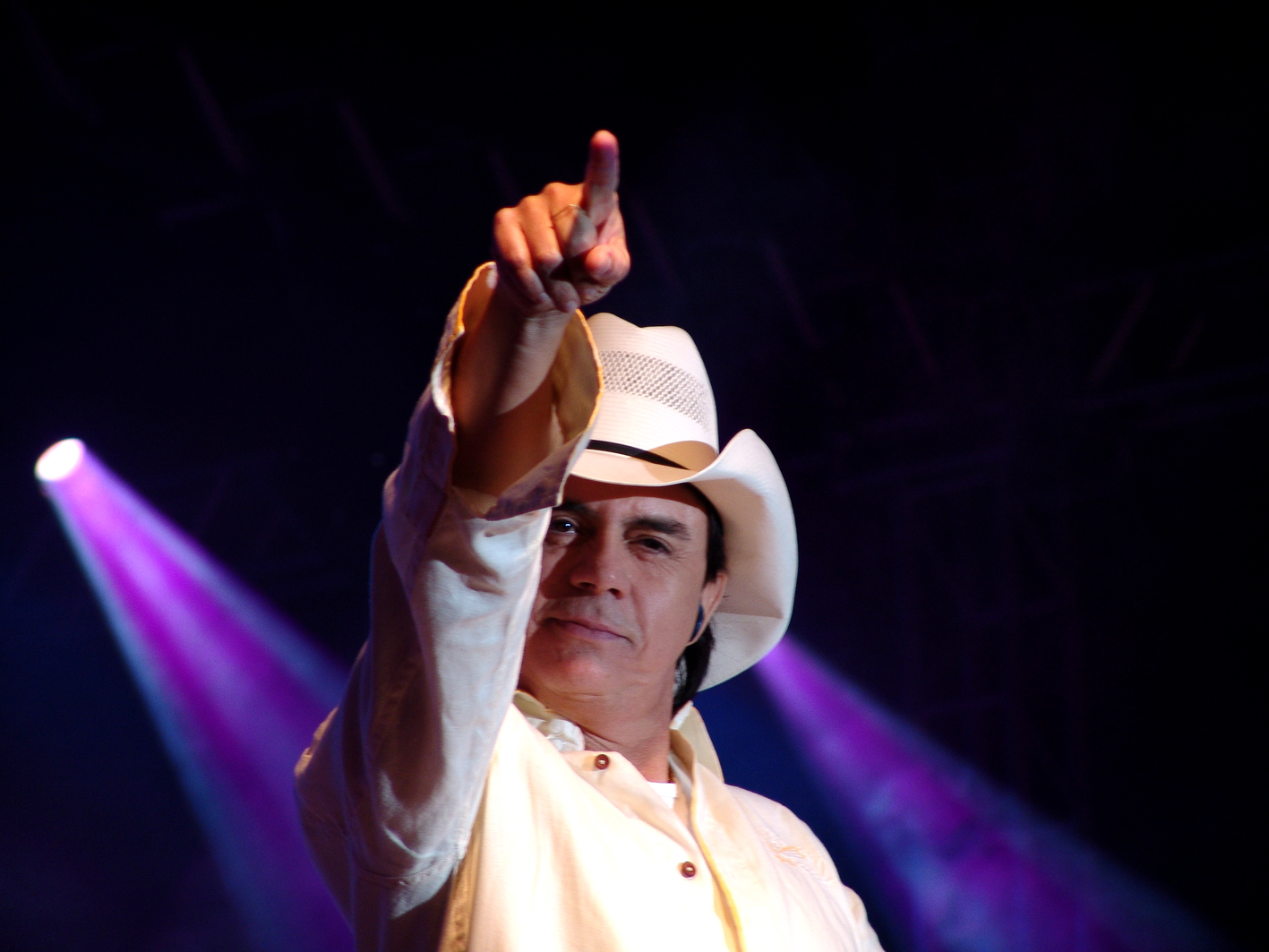
Der Sänger Chitãozinho von dem Duo Chitãozinho e Xororó.

Die Música sertaneja trägt ihren Namen zwar vom Sertão, dem ländlichen, trockenen Landesinneren der nördlichen Teile des brasilianischen Südwestens und Nordostbrasiliens im Namen, ist regional aber ursprünglich die Musik der Rinderhirten und Rindertreiber (Boiadeiros; Vaqueiros; Tropeiros), der Ochsenwagenlenker (Carreiros), der Bauern sowie allgemein der ländlichen Bevölkerung des brasilianischen Südostens und Mittelwestens. Da die Landflucht aus diesen früher meistens armen Gegenden in die städtischen Ballungsräume, vor allem nach São Paulo, besonders groß war, wanderte mit den oft abschätzig als Caipiras (Hinterwäldler; Rednecks) bezeichneten Bewohnern des Landesinneren, auch ihre Musik und gilt heute mit gleichem Recht als landesweiter Musikstil. Als charakteristisch gilt ein normalerweise gleichgeschlechtliches Sängerpaar, das sich selbst mit einer zehnseitigen Gitarre (Viola) begleitet; jedoch ist Bandbegleitung in der Sertanejomusik spätestens seit den 1930er Jahren.
Nachdem im Jahre 1929 Cornéleio Pires mit dem Sertanejodoppel Mariano e Caçula die erste Schallplattenaufnahme eines Sertanejoliedes verwirklichte und dank dem riesigen Erfolg weitere Schallplattenaufnahmen durch andere Doppels folgten, wurde die Música sertaneja in den 1930er Jahren unter der ländlichen Mittelschicht vorübergehend salonfähig.
Nachdem amerikanische Countrymusiker ab den 1990er Jahren dank verschiedener Gemeinsamkeiten auf die Sertanejomusik aufmerksam geworden waren und es zu gemeinsamen Schallplattenaufnahmen gekommen war, wie zum Beispiel Billy Ray mit Chitãozinho e Xororó, Willie Nelson mit Zezé de Camargo e Luciano, oder Garth Brooks mit Juliano Cézar, bauten die brasilianischen Massenmedien die als duplas caipiras („Hinterwäldler-Paare“) geschmähten Duos wie Leandro e Leonardo oder Chitãozinho e Xororó nach dem Vorbild nordamerikanischer Country-Musiker zu landesweiten Stars auf und die Sertanejomusik ist seitdem bei der Mittelschicht salonfähig.

### Música gaúcha

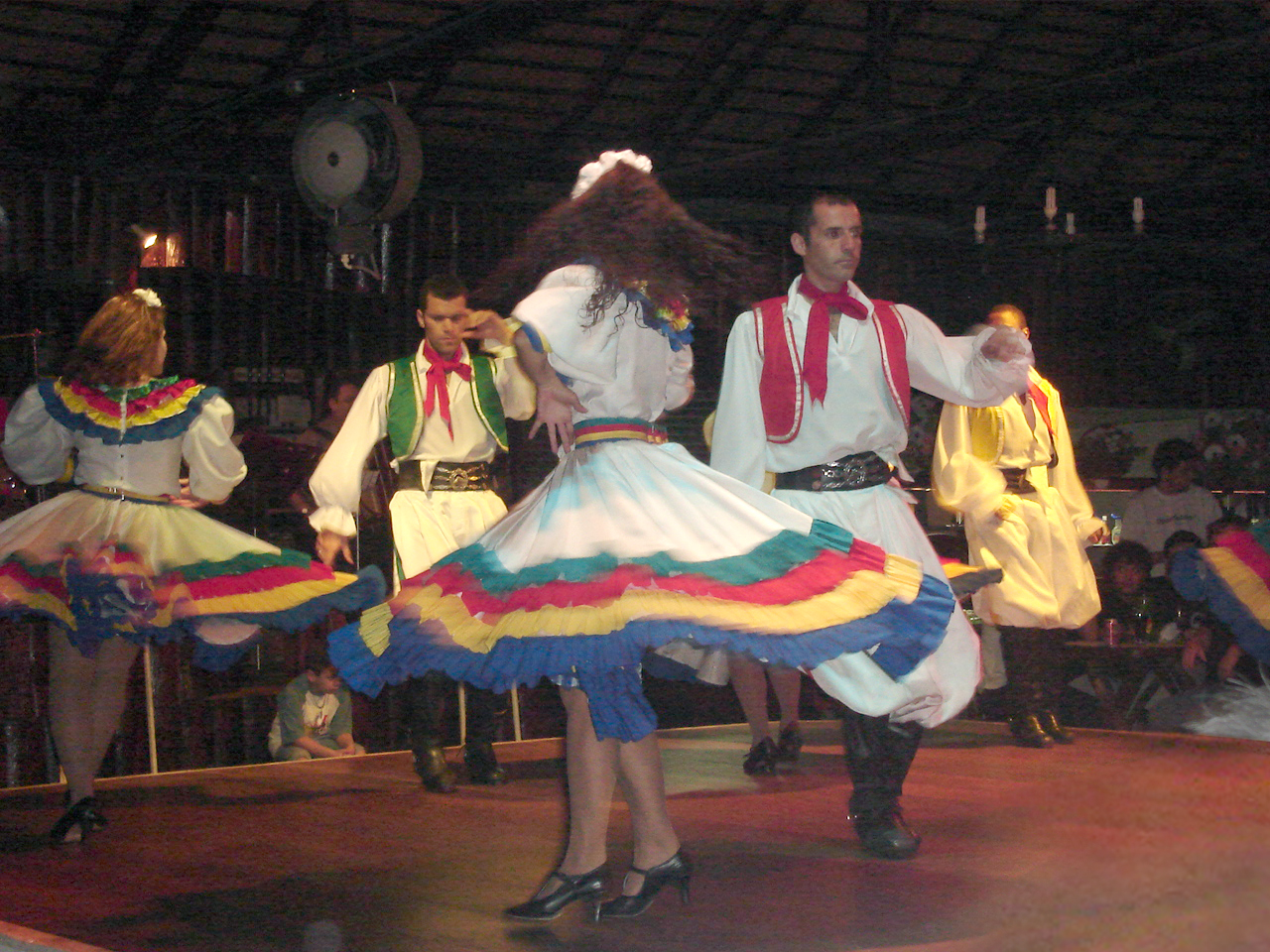
Gaúcho-Tanz in Porto Alegre.

Eine ähnliche Entwicklung wie die Música sertaneja machte die Música gaúcha durch. Sie war ursprünglich die ländliche Musik der Bevölkerung des Bundesstaates Rio Grande do Sul (Gaúchos), was jedoch nichts mit dem Begriff Gauchos in den angrenzenden Ländern Argentinien, Uruguay und Paraguay zu tun hat. Neben Einflüssen aus den Nachbarländern gibt es solche der Indianer, deren Vorfahren in den Jesuitenreduktionen lebten, und von der ländlichen Musik Süddeutschlands, Österreichs, Norditaliens und der Schweiz, aus denen im 19. Jahrhundert der bedeutendste Teil der europäischen Einwanderer stammte. Die Música gaúcha ist inzwischen von der städtischen Mittelschicht angenommen worden, blieb jedoch auf den Bundesstaat Rio Grande do Sul beschränkt und fand nur geringe überregionale Verbreitung.
Die bekanntesten Musiker der Música gaúcha sind Renato Borghetti und Bebeto Alves, die versuchen, Anschluss an moderne Entwicklungen der Música popular brasileira zu gewinnen. Andere Musiker sind bestrebt, die Música gaúcha mit der Musica sertaneja zu verbinden. Das Hauptinstrument ist das einfache Akkordeon gaita.

### Musik aus Minas Gerais
Im kolonialen Brasilien war das gold- und diamantenreiche Minas Gerais lange Zeit das wirtschaftliche und kulturelle Zentrum des Landes. In den prachtvollen Barockstädten wie Ouro Preto entstand die früheste Kunstmusik Brasiliens. Die Musik der Region ist stark vom Gregorianischen Gesang und der Kirchenmusik geprägt. Aus Minas stammt der Volkstanz Calango.
Der international bekannteste Musiker aus Minas Gerais ist heute Milton Nascimento, der auch international zu den profiliertesten Künstlern Brasiliens zählt.
Typisch für Minas Gerais ist aber traditionell die Sertanejomusik.

## Überregionale Stile: DieMúsica Popular Brasileira

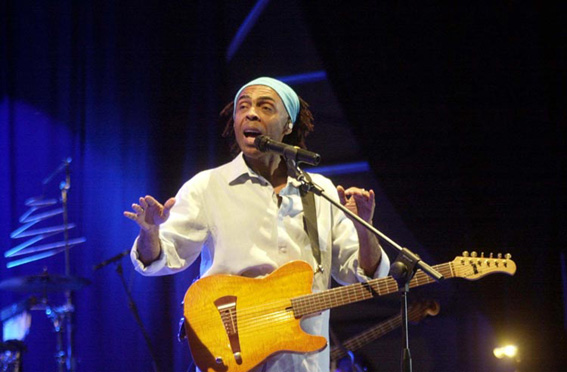
Gilberto Gil ist eine der Leitfiguren der Música Popular Brasileira.

Im brasilianischen Verständnis umschreibt Música Popular Brasileira, kurz MPB, jede Form von brasilianischer Musik, die nicht der música erudita, also der Kunstmusik angehört und deren Verbreitung nicht regional begrenzt bleibt. Die Spannweite reicht von traditioneller Folklore bis zu moderner Pop-Musik und schließt alle Mischformen davon ein.
Seit der Begriff MPB in den späten 1960er Jahren aufkam, nahm diese Musik nicht nur die regionalen Musikstile des Landes auf, sondern auch nordamerikanische, karibische und europäische Einflüsse wie Blues, Jazz, Reggae, Rock und Pop. Ein Merkmal der MPB ist es, dass sich regionale Stile über die städtischen Zentren zu einer Musik nationalen Charakters entwickeln. Vor allem Rio de Janeiro und São Paulo übernahmen hier seit den 1960er und 1970er Jahren die Funktion von Katalysatoren. Mit der Zunahme an Tonstudios, Plattenfirmen, Rundfunk- und Fernsehanstalten seit den 1980er Jahren haben beide Städte jedoch an Einfluss verloren. Besonders viele und kreative Musiker hat Salvador hervorgebracht.
Im Gegensatz zur amerikanischen und europäischen Pop-Musik ist die MPB keine reine Jugendkultur, sondern wird von allen Altersschichten gehört. Daraus resultiert ein stärkeres historisches Bewusstsein, Neuinterpretationen alter Klassiker sind in der MPB häufige Praxis. Besondere Wertschätzung genießen nicht nur die Interpreten, sondern auch die Komponisten und Textschreiber der Lieder. Sänger wie Chico Buarque oder Caetano Veloso gelten in Brasilien auch als bedeutende Dichter. Die Texte sind den Melodien nicht unter-, sondern übergeordnet.

### Choro

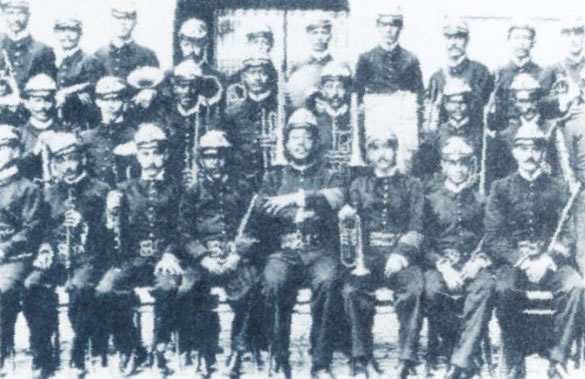
Die berühmte Choro-Blaskapelle Banda de Bombeiros mit Anacleto de Medeiros, Rio de Janeiro, um 1896.

Mit dem Choro entwickelte sich um 1870 in Rio de Janeiro der erste nationale brasilianische Musikstil, der durch die Erfindung der Schallplatte landesweite Verbreitung fand. Er entstand aus einer Fusion populärer europäischer Tanzmusik, wie Polka, Walzer, Mazurka, Xote und Quadrillen, mit afrobrasilianischer Musik, z. B. dem Lundu. Zur gleichen Zeit entstand der brasilianische Tango (Maxixe) – noch vor dem argentinischen, mit dem er nur wenig gemeinsam hat – und wurde ebenfalls von den Choro-Ensembles gespielt. Nach der brasilianischen Unabhängigkeit 1889 nahmen Militär- und Blasmusikkapellen Choros in ihr Repertoire auf. Gespielt und getanzt wurde er vor allem in der unteren Mittelschicht. Seine Blütezeit erlebte er zwischen 1870 und 1920, wird aber bis heute gepflegt.
Die meisten Chorokompositionen sind durch ein relativ hohes Tempo, eine sambatypische Melodie- und Rhythmusstruktur und Improvisationen über das Thema der Komposition geprägt. Choro-Ensembles bestanden traditionell aus zwei Gitarren, einem Cavaquinho und einer Flöte als Soloinstrument. Ergänzt wurden sie später häufig vom Pandeiro und weiteren Perkussionsinstrumenten, Klarinette und Mandoline (Bandolim). Seit Ende der 1950er Jahre wird die Bassfunktion häufig von einer siebensaitigen Gitarre (violão de sete cordas) übernommen. In der Kunstmusik wurde der Choro häufig vom Klavier aufgenommen, so bei Heitor Villa-Lobos oder Chiquinha Gonzaga. Zu den bekanntesten Komponisten und Interpreten zählen Pixinguinha, Jacob do Bandolim, Ernesto Nazareth und Waldir Azevedo.

### Samba

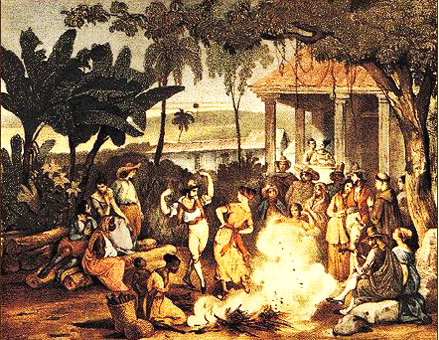
Moritz Rugendas: Lundú (1821). Der Lundú gehört zu den Vorläufern des Samba.

In den 1920er Jahren verloren die Choro-Orchester an Bedeutung, Jazzbands und Salonorchester kamen auf, die Foxtrott, Maxixes, Marchas und Sambas spielten. 1917 war von der Banda Odeon der erste Samba auf Schallplatte aufgenommen worden: Pelo telefone („Durch das Telefon“). Das Lied wurde ein Schlager im Karneval. Mit Pixinguinha war ein Musiker von besonderer Bedeutung für den Durchbruch des Samba, der schon in der Choro-Szene eine herausgehobene Position hatte.
Samba entstand aus der Mischung von Choro mit den Batuques, die in den Vorstädten von Rio gespielt wurden. Unter batuque verstand man einen Tanz, der sich aus afrobrasilianischen Vorläufern wie dem Jongo, der aus Angola stammenden Semba und dem Lundú entwickelt hatte. Diese Tänze wurden von Trommeln begleitet. Auf semba geht vermutlich der Begriff Samba zurück.
1928 wurde in Rio die erste Sambaschule namens Deixa Falar („Lass sie reden“) gegründet, kurz darauf folgte die Estação Primeira de Mangueira, die heute noch bestehende traditionsreichste Sambaschule Brasiliens. Damit wurde die Musik ein wichtiges Sprachrohr der unteren Schichten Rios, denen überwiegend die schwarze Bevölkerung angehörte. Diese Stilrichtung wurde Samba de morro genannt, der Samba von den Hügeln, womit die Favelas von Rio gemeint waren.
Samba hielt jedoch auch in den weißen, bürgerlichen Kreisen Einzug. Der Samba-Canção betonte mehr die Melodie, hatte ein viel langsameres Tempo und geschliffenere Texte. Mit dem Aufkommen des Radios verbreitete sich der Samba sehr schnell und wurde in den 1930er Jahren zum musikalischen Pulsgeber des Landes.
1939 komponierte Ary Barroso den berühmten Titel Aquarela do Brasil, das auch in der Kurzform Brazil bekannt wurde und zahllose Interpretationen erlebte. Im gleichen Jahr ging die Samba-Sängerin Carmen Miranda in die USA, wo sie zur bestbezahlten Schauspielerin und Sängerin Hollywoods aufstieg.

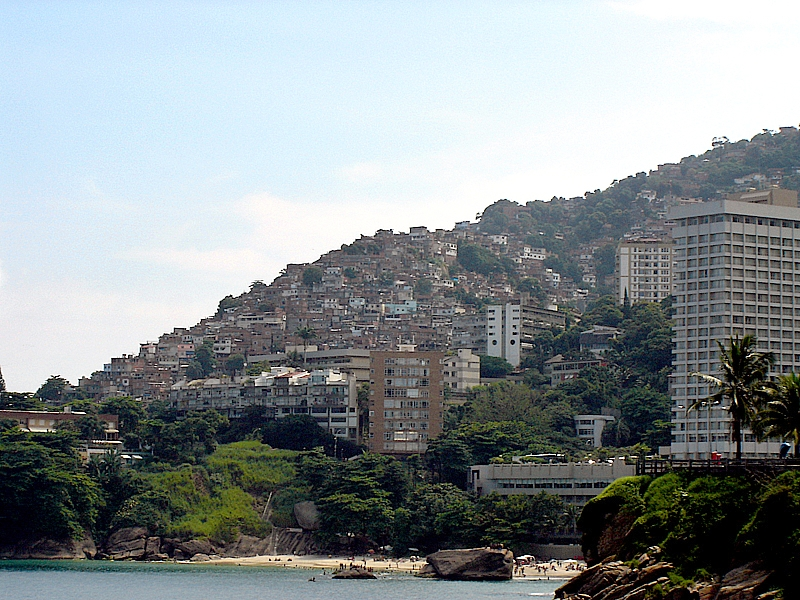
Eine Favela in Rio de Janeiro heute. In den 1950er Jahren nannte man den Samba der unteren Schichten Samba de morro, den Samba von den Hügeln.

Seit den 1930er Jahren differenzierte sich der Samba in verschiedene Richtungen. In kleinen Ensembles wird Pagode gespielt. Dabei werden die Stimmen der Basstrommeln (Surdos) auf Handtrommeln (Surdo de mão) übertragen und von den kleineren Perkussionsinstrumenten Pandeiro und Tamborim begleitet. Eine wichtige Rolle spielt dabei als Melodieinstrument das Cavaquinho und der Gesang. Die ursprünglichsten Varianten sind der Samba de roda und der Samba de caboclo, die beide mit Atabaques gespielt werden.
Heute sind sowohl Rio de Janeiro als auch São Paulo und inzwischen auch Recife Zentren des städtischen Sambas, wenngleich auch von den cariocas, den Einwohnern Rios, meist verhöhnt, da sie sich als „Erfinder“ dessen betrachten. Allein in Rio gibt es zwischen 40 und 50 große Samba-Schulen, die vor allem in der Karnevalszeit aktiv sind und mit Perkussionsgruppen von mehreren hundert Trommlern Samba-Enredo spielen. Seit mehreren Jahrzehnten gibt es dabei eine Entwicklung, die Instrumente immer höher zu stimmen und den Samba immer schneller zu spielen. In kleinerer Besetzung heißt diese Form des Samba Batucada.

### Bossa Nova

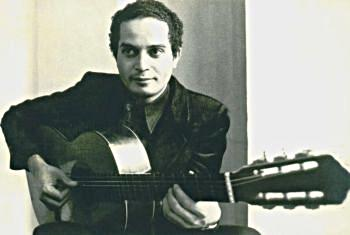
Der Gitarrist und Sänger
Baden Powell, Foto Philippe Baden Powell, 1971

In den späten 1950er Jahren drangen zunehmend Elemente des Bolero, Foxtrotts und des Cha-Cha-Cha in den Samba ein, der seine typischen Merkmale in dieser Zeit mehr und mehr verlor. Dieser Niedergang war ein Auslöser für eine musikalische Revolution: die Bossa Nova. Anders als der Straßensamba entstand die Bossa Nova in der städtischen Mittelschicht im Umfeld bürgerlicher Intellektualität. Stilbildend war vor allem João Gilberto, sowohl mit seinem leisen Gesang als auch mit seiner Art, Gitarre zu spielen. Der zurückhaltende Gesang kehrte den operettenhaften Belcanto-Stil, der sich im Samba der 1950er Jahre durchgesetzt hatte, in sein Gegenteil um.
Die Initialzündung für den internationalen Durchbruch der Bossa Nova war der Film Orfeu Negro, der 1959 einen Oscar und die Goldene Palme in Cannes erhielt. Der Film basierte auf einem Theaterstück von Vinícius de Moraes, der für vier Musikergenerationen Texte zu Sambastücken schrieb. Er verlegte den antiken Mythos von Orpheus in die Gegenwart des Karnevals von Rio de Janeiro. Die Filmmusik komponierten Tom Jobim und Luiz Bonfá, deren Titellieder A Felicidade und Manhã de Carnaval zu Klassikern der Bossa Nova werden sollten. Daneben zieht der Straßensamba des Karnevals immer wieder durch den Film.
Vinícius de Moraes und Tom Jobim schrieben auch gemeinsam das Lied Garota de Ipanema, das als Girl from Ipanema zum berühmtesten Bossa Nova-Lied geworden ist und von zahlreichen brasilianischen und amerikanischen Musikern interpretiert wurde. Ein ähnlich großer Erfolg gelang Sérgio Mendes mit dem Lied Mas que nada. Nachdem der kubanische Einfluss auf die Musik der Vereinigten Staaten nach der Revolution 1953 nachgelassen hatte, wurde nun Brasilien mit dem Bossa Nova der wichtigste Impulsgeber für den nordamerikanischen Latin Jazz.
Seit den 1990er Jahren erlebte die Bossa Nova eine Renaissance durch Neuinterpretationen wie etwa von Bebel Gilberto und durch Adaptionen in der elektronischen Musik.

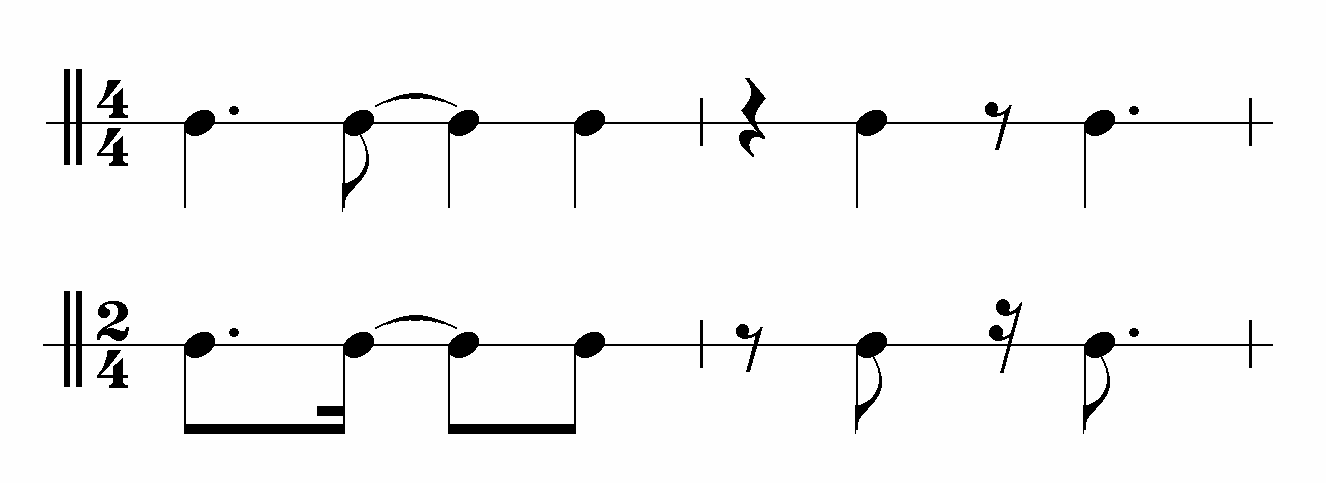

### Tropicália
Während einer kurzen Phase um 1968 dominierte eine musikalische Strömung die brasilianische Musik, die an die Bossa Nova anschloss, aber einerseits neue Ausdrucksformen suchte, andererseits politisch gegen das Militärregime Stellung nehmen wollte: Die Tropicália, auch als Tropicalismo bezeichnet. Die Musiker folgten ausdrücklich dem „Anthropophagischen Manifest“, das der Dichter Oswald de Andrade 1928 konzipiert hatte, und in dem dieser einen „künstlerischen Kannibalismus“ forderte, der konsequent alle Einflüsse aus dem In- und Ausland aufsaugen und miteinander vereinigen sollte. Dieses Konzept hat bis heute Gültigkeit für die brasilianische Musik behalten.

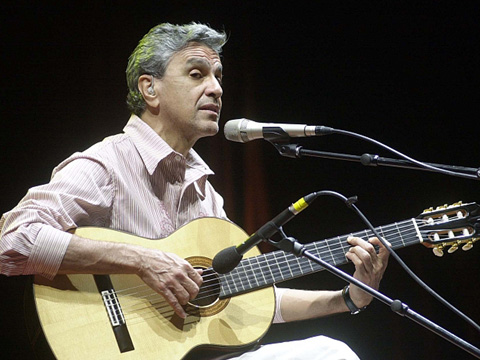
Der Sänger Caetano Veloso

Die Hymne des Tropicalismo wurde das Lied Alegria, alegria von Caetano Veloso, das 1967 beim Publikum noch durchgefallen war, weil es als zu „unbrasilianisch“ galt und zu sehr Rockmusik war. Unter den etwa 20 Platten der Bewegung war das programmatische Album Tropicália ou Panis et Circensis von 1968 die wichtigste LP.
Die großen Festivals, die live (und zunächst unzensiert) übertragen und vom ganzen Land gebannt verfolgt wurden, lösten heftige politische Debatten aus. Die kurze Hochphase des Tropicalismo endete, als das Militärregime begann, unliebsame Musiker zu verfolgen. Caetano Veloso wurde verhaftet und saß zwei Monate im Gefängnis, wo er die Schreie der Gefolterten hörte. Auch Gilberto Gil wurde verhaftet, beide mussten bis 1972 nach England ins Exil gehen.

### Axé
Axé-Musik ist als Musikbezeichnung erst seit den frühen 1990er Jahren verbreitet. Ursprünglich stammt der Begriff aus dem Yoruba und bezeichnet im Candomblé „positive Energie“. Axé fasst Musik aus Salvador da Bahia zusammen und überschneidet sich weitgehend mit dem Samba-Reggae, nimmt aber auch Samba, Afoxé-Musik, Frevo, Reggae, Carimbó, Merengue, Salsa, und Soca auf. Wichtige Vertreter sind Ivete Sangalo, Daniela Mercury, Olodum oder Carlinhos Brown und seine Gruppen Timbalada und Tribalistas. Eine deutliche Entwicklung gegenüber traditioneller Musik ist insbesondere der häufige Einsatz von Synthesizern, der auf die lokalen Trio elétricos aus Bahia zurückzuführen ist.

### Dub, Drum and Bass und elektronische Musik

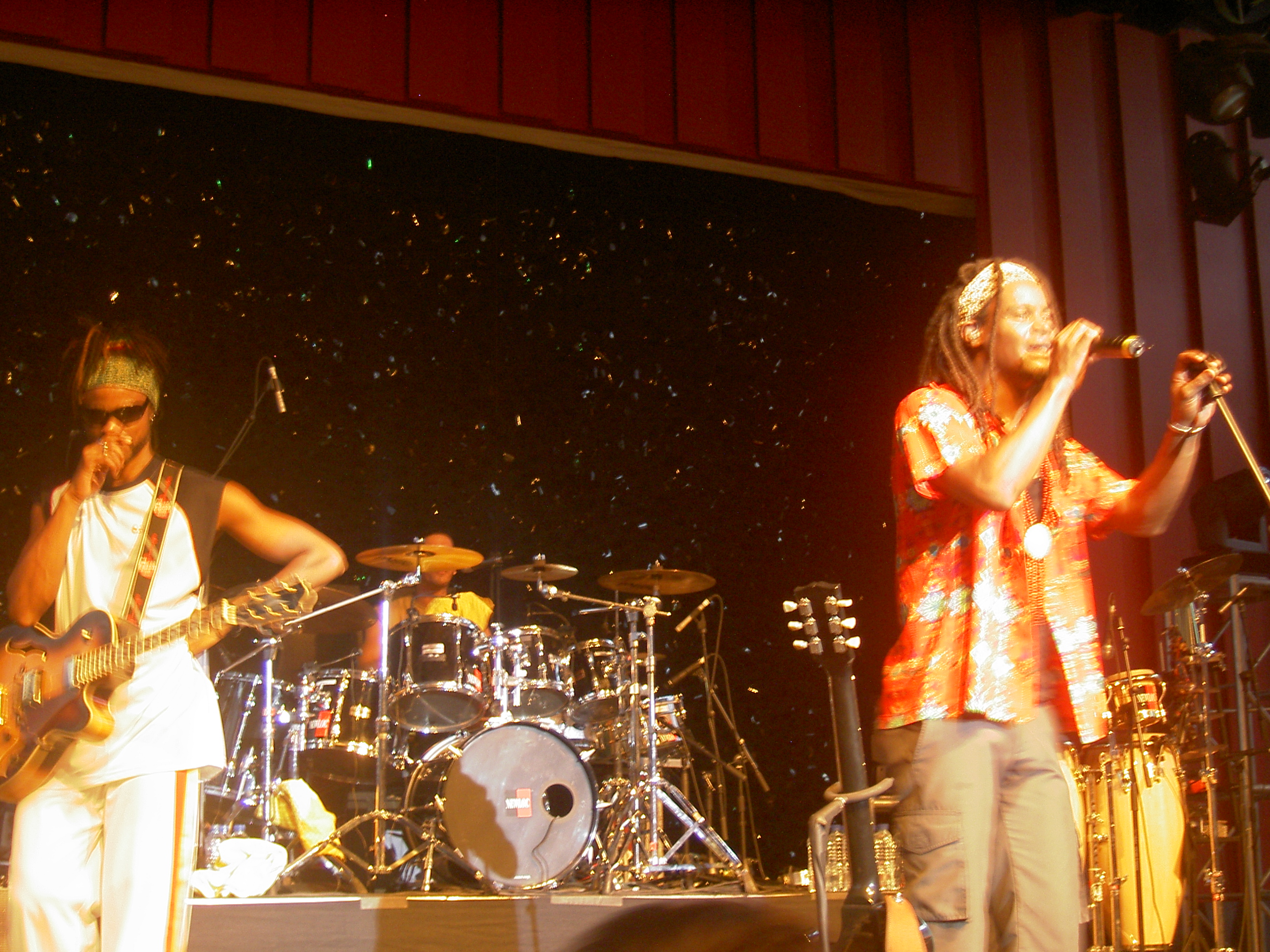
Cidade Negra, eine der bekanntesten Dub-Gruppen Brasiliens.

São Paulo ist das Zentrum der DJ-Kultur und Drum-and-Bass-Metropole. Zu den bekanntesten Vertretern gehören DJ Marky und DJ Patife. Cidade Negra, die erfolgreichste Dub-Band kommt dagegen aus Rio. Beliebt ist die brasilianische Musik in verschiedenen Stilen der elektronischen Musik wie dem Nu Jazz.
Mit Pitch Yarn Of Matter, Individual Industry, Morgue Mechanism oder Aghast View erlangten auch Künstler aus dem Wave-, Synthpop und Elektro-Umfeld länderübergreifend an Popularität.

### Funk und HipHop
Die innovativsten Musikströmungen der 1990er Jahre sind stark von Funk und Rap beeinflusst worden, wie der Mangue Beat und Funkeado in Recife. Die bekannteste Band ist Funk'N Lata aus Rio, deren Musiker in der Samba-Schule Mangueira gelernt haben und den Funk und Rap mit Samba verbinden.
Vor allem in den Favelas von Rio haben sich mit dem Rio Funk (auch Baile Funk oder Favela Funk) und dem brasilianischen Hip-Hop spezielle Stile entwickelt, die inzwischen auch internationale Beachtung gefunden haben. Als Geburtsstunde dieser speziellen Variante des brasilianischen Funk gilt die CD Funk Brasil von DJ Marlboro, die 1989 ein Riesenerfolg wurde.
Im Allgemeinen steht der Rio-Funk außerhalb der MPB, da die Texte deutlich gewaltverherrlichender und sexistischer sind als der nordamerikanische Gangsta-Rap und so ein Phänomen der schwarzen Jugendlichen der Favelas blieben. Dazu kommt eine enge Verflechtung der Musikszene mit dem organisierten Verbrechen, sodass der Rio Funk trotz seines Erfolges von den großen Radiosendern weitgehend ignoriert wird.

### Rock und Pop

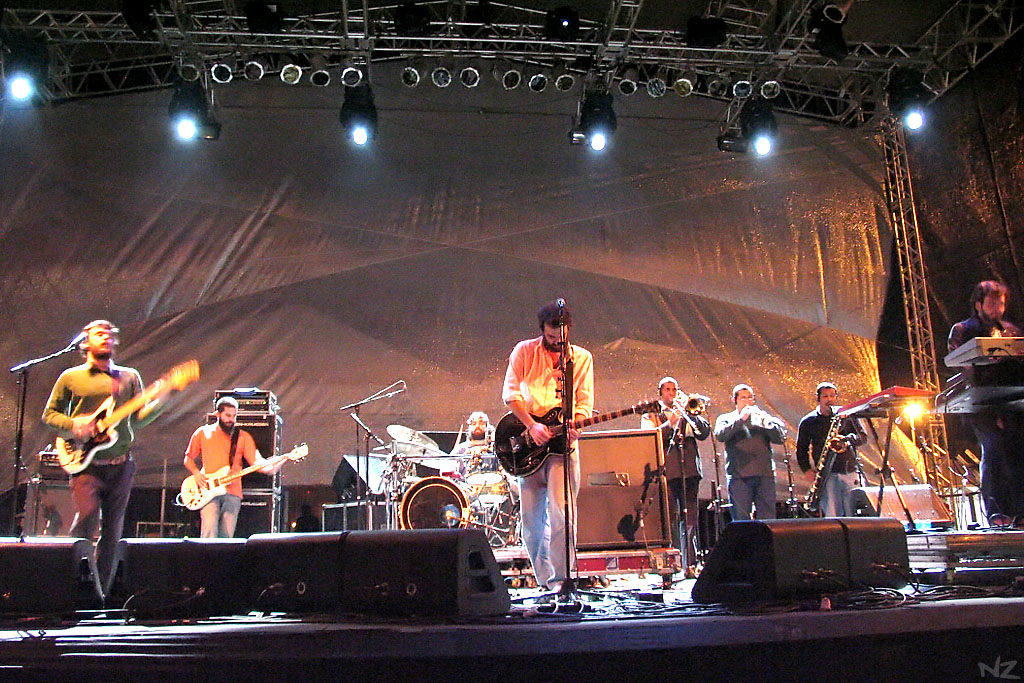
Los Hermanos sind eine der bekanntesten Rockbands Brasiliens.

Rockmusik gehört in Brasilien zu den populärsten Musikstilen und wird zur Música popular brasileira gerechnet. Zentren der Rockmusik sind São Paulo, Brasília und Belo Horizonte.
Mitte der 1960er Jahre kam die jovem guarda auf, deren Star Roberto Carlos in den 1970er und 1980er Jahren derjenige brasilianische Musiker war, der die meisten Platten verkaufte. Auch in Europa war er sehr erfolgreich, seine Musik galt hier aber weniger als Latin Rock, sondern eher als Latin Pop oder sogar als seichte Schlagermusik. Innerhalb der Tropicália-Bewegung um 1968 war die Gruppe Os Mutantes der künstlerisch bedeutendste Vertreter des Psychedelic Rock und nahm dabei Elemente der Música nordestina auf. Später hatten die Engenheiros do Hawaii großen Erfolg und die Band RPM waren die ersten Roqueiros, die in den 1980er Jahren über zwei Millionen Alben verkauften.
Zu den erfolgreichsten Musikern, die stark von amerikanischer Popmusik geprägt wurden, gehört Elba Ramalho. Als brasilianische Ikone gilt die Fernsehmoderatorin, Schauspielerin und Sängerin Xuxa, die auch auf Spanisch und Englisch singt und international erfolgreich ist. Insgesamt verkaufte sie über 33 Millionen Alben, ihr bekanntester Hit ist Ilariê, der in fast allen lateinamerikanischen Ländern auf Platz eins der Hitparade stand.

### Punk und Metal
Während einer politischen und kulturellen Aufbruchstimmung zu Beginn der 1980er Jahre gab es in Brasilien eine nennenswerte Punk-Bewegung. Diese stand der MPB zwar ablehnend gegenüber, hatte aber Einfluss auf sie. Die Post-Punk-Band Legião Urbana wurde eine der erfolgreichsten brasilianischen Gruppen und auch Lenine, heute einer der bekanntesten Musiker Brasiliens, begann seine Karriere mit einer brasilianischen Variante des Folk-Punk.
Besonders unter dem Einfluss des Festivals Rock in Rio, einem der größten der Welt, entstanden seit den frühen 1980er Jahren auch Hardrockbands. Die erfolgreichsten sind die Thrash-Metal-Band Sepultura und die 1997 davon abgespaltene Gruppe Soulfly. Zu den einflussreichsten Death-Metal-Bands zählt die über die Grenzen Brasiliens hinaus bekannte Gruppe Krisiun.

### Christliche Musik in Brasilien
In den 1970er bis 1980er Jahren fand die Musik der MPB unter Einfluss der christlichen Popmusik Nordamerikas verstärkt Eingang in die Kirchenmusik und den protestantischen gottesdienstlichen Gebrauch Brasiliens. Heute ist wenig von der sogenannten Música Evangélica geblieben, einige Musiker wie Guilherme Kerr oder Elomar Figueira de Mello versuchen jedoch unter Verwendung der Música gospel oder regionaler Musikstile an diese Bewegung anzuknüpfen.
Ein gespanntes Verhältnis haben die protestantischen Religionen, die zunehmend an Einfluss gewinnen, zu der Musik der afrobrasilianischen Religionen, während die katholische Kirche dieser weitgehend tolerant gegenübersteht.

## Jazz und Instrumentalmusik: DieVanguarda
Instrumentalmusik, experimentelle Popmusik und Jazz werden in Brasilien als Vanguarda bezeichnet. Zum Teil überschneidet sie sich mit der MPB, teilweise auch mit der zeitgenössischen Kunstmusik. Bereits Pixinguinhas Choros standen zwischen Klassischer Musik und dem, was man heute mit Música Popular Brasileira bezeichnet. Später galten viele Bossa Nova-Musiker auch als bedeutende Jazzkünstler, wie der Gitarrist und Sänger Baden Powell.
Besonders Perkussionisten und Gitarristen aus Brasilien haben international einen sehr guten Namen. Airto Moreira, der 1968 mit seiner Frau Flora Purim in die Vereinigten Staaten übersiedelte, wurde von dem Jazzmagazin Down Beat neunmal zum Perkussionisten des Jahres gewählt. Diese Ehre wurde auch Naná Vasconcelos, der zeitweise in Paris lebte, neunmal in Folge zuteil. Beide spielten unter anderem mit dem Multiinstrumentalisten Hermeto Pascoal und mit dem Pianisten, Gitarristen und Komponisten Egberto Gismonti zusammen, die ebenfalls zu den herausragenden brasilianischen Jazzmusikern gehören.
Trotz des großen Erfolges brasilianischer Instrumentalisten im Ausland führt die Vanguarda in Brasilien eher ein Schattendasein. Die meisten Musiker nehmen deutlich auf die traditionelle brasilianische Musik Bezug und sind der Fusion-Musik zuzurechnen.

## Kunstmusik: Diemúsica erudita

### Die Anfänge der Klassischen Musik in Brasilien

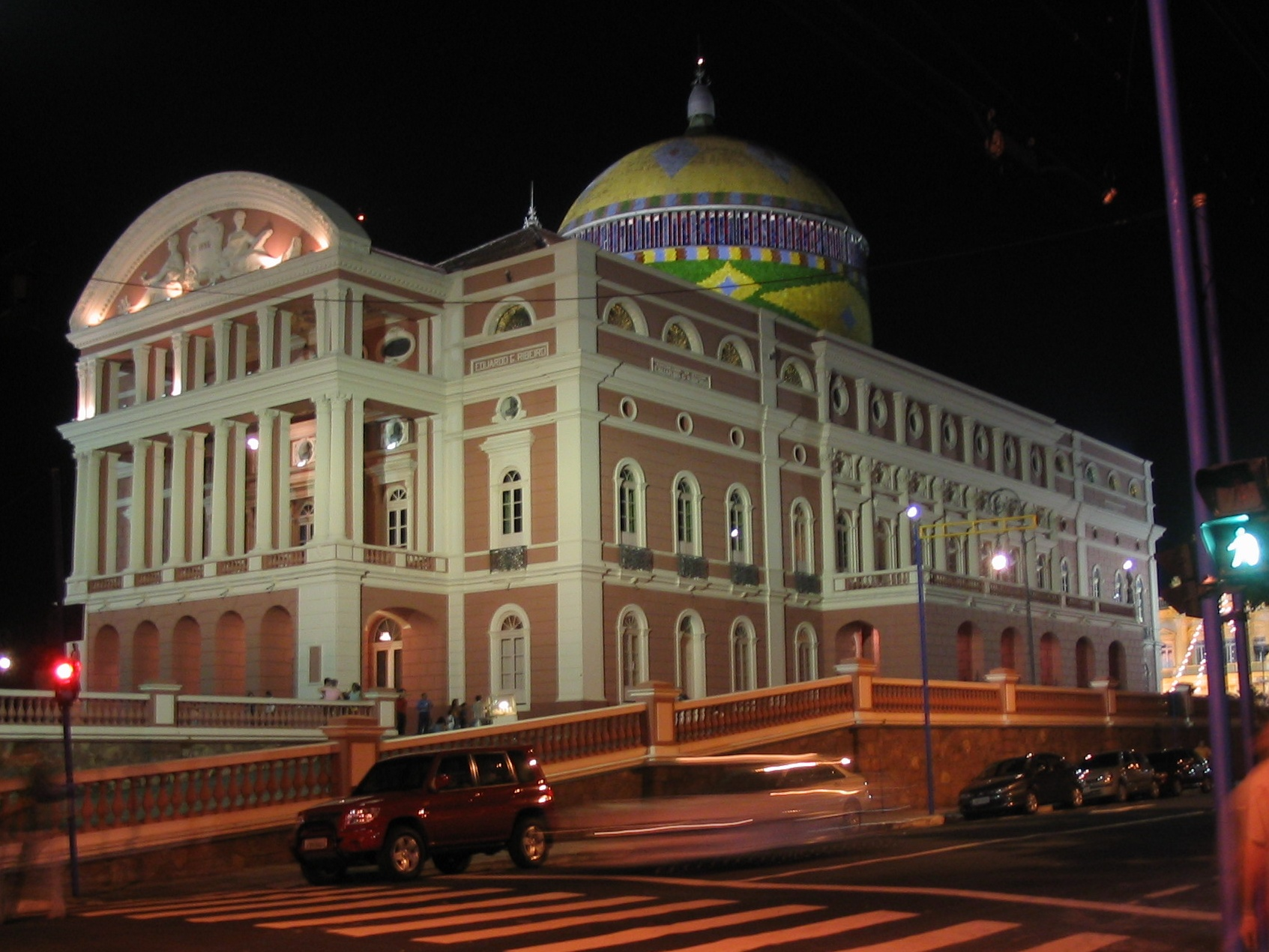
Das Teatro Amazonas in Manaus wurde 1884–1896 in der damals reichsten Stadt der Welt errichtet.

Die Kunstmusik wird in Brasilien normalerweise als música clássica, in akademischen Kreisen aber auch gern als música erudita, gelehrte Musik, bezeichnet. Lange Zeit beschränkte sie sich auf die Kirchenmusik und konzentrierte sich während dieser als barocco mineiro bezeichneten Epoche auf Minas Gerais und in geringerem Maße Rio de Janeiro. Zwischen 1760 und 1800 gab es in Minas Gerais fast 1000 Musiker, viele davon freie Mulatten. Zu diesen gehörte José Maurício Nunes Garcia (1767–1830), dessen Werk vor allem Kirchenmusik, aber auch einige weltliche Werke umfasst und der von der Wiener Klassik beeinflusst war.
Einen bedeutenden Entwicklungsschub erfuhr die brasilianische Musik, als 1808 der portugiesische Hof aufgrund des napoleonischen Krieges nach Rio de Janeiro flüchtete. Das Königshaus beschäftigte nun zahlreiche einheimische Musiker und die neue Residenz zog auch europäische Musiker an. Auf diese Weise kamen neue, weltliche musikalische Impulse ins Land. Die Rückkehr des portugiesischen Hofes nach Lissabon hatte 1822 eine schwere Krise für die música erudita zur Folge.
Seit der Mitte des 19. Jahrhunderts entfaltete sich das musikalische Leben wieder durch die verstärkte Einwanderung europäischer Immigranten nach Brasilien. Nachdem in den 1830er Jahren verschiedene Musikgesellschaften und ein Konservatorium in Rio gegründet worden waren, entstanden in den größeren Städten mehrere Theater, von denen vier ein eigenes Orchester besaßen. Vor allem in der Hauptstadt Rio wurden europäische, vor allem italienische Opern bereits kurz nach ihrer Erstaufführung gespielt. Mit der Oper A Noite de São João von Elias Álvares Lôbo wurde 1860 die erste brasilianische Oper uraufgeführt. 1870 feierte die Oper O Guarani von Antônio Carlos Gomes sogar an der Mailänder Scala Premiere und wurde anschließend in ganz Europa gespielt. Weitere Uraufführungen seiner Opern in Mailand folgten in den nächsten Jahren.
Vor der Jahrhundertwende orientierten sich die brasilianischen Musiker zunehmend an der deutschen und französischen Kunstmusik, wenn auch die italienische Oper beim Publikum weiterhin großen Erfolg hatte. In den Vordergrund rückte jetzt kammermusikalische und symphonische Musik. Ihre Ausbildung hatten fast alle Komponisten in Europa erhalten.

### Der Einfluss der Folklore auf die brasilianische Musikästhetik

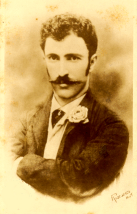
Alexandre Levy war ein Pionier des „romantischen Nationalismus“.

Alberto Nepomuceno (1864–1920) war der erste brasilianische Komponist, der sich intensiv mit der Populärmusik des Landes auseinandersetzte und diese auch in seinen Kompositionen verarbeitete. Das versuchte auch Alexandre Levy (1864–1892), der in seiner Suite Brésilienne zum ersten Mal ein Stück innerhalb der Kunstmusik als Samba bezeichnete.
Der bekannteste brasilianische Komponist war Heitor Villa-Lobos (1887–1959), der als Musikpädagoge auch die Musikerziehung in seinem Land nachhaltig prägte. Villa-Lobos hatte nicht in Europa gelernt, das Konservatorium bereits nach wenigen Monaten verlassen, dafür aber schon als Jugendlicher ganz Brasilien bereist und die Volksmusik studiert. Charakteristisch für seine Werke ist der Einfluss der brasilianischen Folklore, die direkt in seine populärsten Werke, wie die 14 Choros (1920–1929) und neun Bachianas Brasileiras (1930–1945), eingegangen ist. Mozart Camargo Guarnieri (1907–1993) komponierte in einem freitonalen Stil und setzte sich kritisch mit der Zwölftontechnik auseinander, die der 1937 aus Deutschland nach Rio de Janeiro emigrierte Hans-Joachim Koellreutter (1915–2005) in Brasilien bekanntmachte.

### Neue Musik
Die música nova, die Neue Musik, stand in Brasilien stets im Schatten der „nationalen“ Kunstmusik. Erst Hans-Joachim Koellreutter (s. o.) begann, die Zwölftonmusik zu vermitteln und stellte der national-folkloristischen eine universelle Formensprache gegenüber. Die von ihm gegründete Bewegung música viva blieb nicht ohne Einfluss und Koellreutter lehrte Komposition als Professor verschiedener Institute, darunter an der von ihm gegründeten Escola da Música da Bahia, die rasch ein Zentrum für moderne Musik wurde.
Heute vermischen sich die música erudita und die música popular immer mehr. Das hat einerseits programmatische Gründe, andererseits aber auch pragmatisch-finanzielle. Das Interesse an „ernster Musik“ ist in Brasilien relativ gering, der Markt und die Budgets dafür klein.

## Musik und Politik

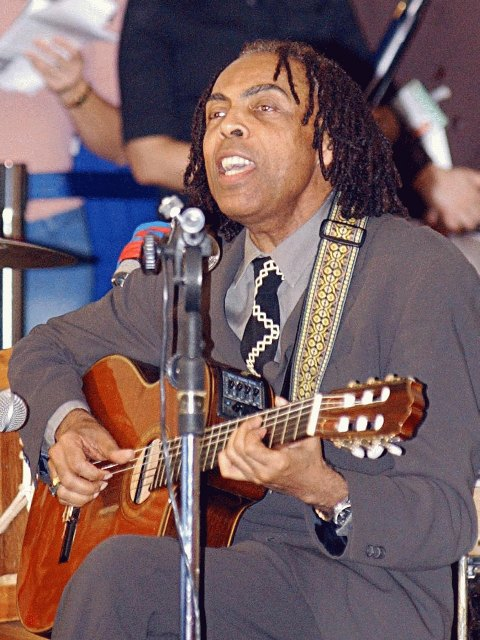
Gilberto Gil, früher im Exil, tritt auch als Kultusminister noch auf der Bühne auf.

Der hohe Stellenwert, den die Musik in allen Bereichen der brasilianischen Gesellschaft hat, zeigt sich unter anderem darin, dass im Kabinett des ehemaligen Präsidenten Lula mit Gilberto Gil einer der führenden Musiker des Landes Kulturminister geworden ist. Gil gehörte zu den treibenden Kräften der ersten landesweiten Musikbewegung, die ausdrücklich auch politische Anliegen hatte, dem Tropicalismo zur Zeit der Militärdiktatur um 1968. Die kurze aber einflussreiche Bewegung endete, als Gilberto Gil und Caetano Veloso inhaftiert wurden und anschließend bis 1972 ins Exil gehen mussten. Bereits 1970 kehrte Chico Buarque wieder aus dem Exil zurück, er sollte in den folgenden Jahren trotz steter Zensur mit Alben wie Construção ein Symbol des Widerstandes werden. Gilberto Gil gilt seit langem auch als ein Sprachrohr der Afrobrasilianer Bahias. Auch weitere Künstler wie etwa Geraldo Vandré oder Chico Buarque flohen vor der seit 1964 regierenden Diktatur.
Unter dem Einfluss der nordamerikanischen Bürgerrechtsbewegung wurde seit den 1970er Jahren die Musik in den blocos afro zunehmend als Form des politischen Widerstandes und zur Bildung einer schwarzen Identität benutzt. Eine wichtige Rolle spielte dabei die Gruppe Ilê Aiyê in Salvador da Bahia. Inzwischen hat sich diese Funktion jedoch wieder abgeschwächt, da sich die afrobrasilianische Kultur inzwischen als kulturelle Identität für ganz Brasilien weitgehend etabliert hat.

## Vertreter brasilianischer Musik (Auswahl)
- Henrique Oswald (1852–1931, brasilianischer Komponist)
- Heitor Villa-Lobos (1887–1959, brasilianischer Komponist)
- Garoto (1915–1955, brasilianischer Musiker, Gitarrist und Komponist)
- Laurindo Almeida (1917–1995, brasilianischer Gitarrist)
- Charlie Byrd (1925–1999, US-amerikanischer Jazzgitarrist)
- Stan Getz (1927–1991, US-amerikanischer Tenorsaxophonist)
- Antônio Carlos Jobim (1927–1994, brasilianischer Sänger und Komponist)
- João Gilberto (1931–2019, brasilianischer Gitarrist, Sänger und Komponist. "Miterfinder" des Bossa Nova)
- Astrud Gilberto (1940–2023, brasilianisch-US-amerikanische Sängerin und Komponistin)
- Sérgio Mendes (1941–2024, brasilianischer Pianist und Arrangeur)
- Sebastião Tapajós (1943–2021, brasilianischer Gitarrist und Komponist)
- Turibio Santos (* 1943, brasilianischer Gitarrist)
- Elis Regina (1945–1982, brasilianische Sängerin)
- Toquinho (* 1964, brasilianischer Sänger und Gitarrist)

## Filmographie
- Moro no Brasil. Dokumentarfilm, Finnland, Brasilien, Deutschland, 2002. 105 Minuten. Buch und Regie: Mika Kaurismäki (Website zum Film)